# Beaucaire (Gard)
Pour les articles homonymes, voir Beaucaire.
Beaucaire est une commune française située dans le sud-est du département du Gard, en région Occitanie.
Exposée à un climat méditerranéen, elle est drainée par le Rhône, le canal d'irrigation du Bas-Rhône Languedoc, le canal du Rhône à Sète, le canal d'irrigation de Remoulins à Tarascon, la dérivation de Vallabregues et par divers autres petits cours d'eau. La commune possède un patrimoine naturel remarquable : deux sites Natura 2000 (les « costières nîmoises » et « le Rhône aval ») et sept zones naturelles d'intérêt écologique, faunistique et floristique.
Beaucaire est une commune urbaine qui compte 15 695 habitants en 2022. Elle est ville-centre de l'agglomération de Beaucaire et fait partie de l'aire d'attraction de Beaucaire. Ses habitants sont appelés les Beaucairois ou  Beaucairoises.

## Géographie

### Localisation
La ville de Beaucaire se situe à la frontière est du département du Gard, sur la rive droite du Rhône, au centre d'un triangle formé par Nîmes à l'ouest, Avignon au nord-est et Arles au sud. Elle se trouve au croisement de grandes régions historiques : le Languedoc et la Provence, et d'espaces naturels remarquables : la Camargue (au Sud) et le plateau des Costières (au Nord). En face, se trouve la ville de Tarascon dans les Bouches-du-Rhône avec qui elle forme une agglomération d'environ 30 000 habitants.

### Communes limitrophes
Les communes limitrophes sont Arles, Tarascon, Bellegarde, Comps, Fourques, Jonquières-Saint-Vincent, Manduel, Redessan et Vallabrègues.
| Jonquières-Saint-Vincent | Comps     | Vallabrègues                |
| Redessan Manduel         | Beaucaire | Tarascon (Bouches-du-Rhône) |
| Bellegarde               | Fourques  | Arles                       |

### Hydrographie et relief

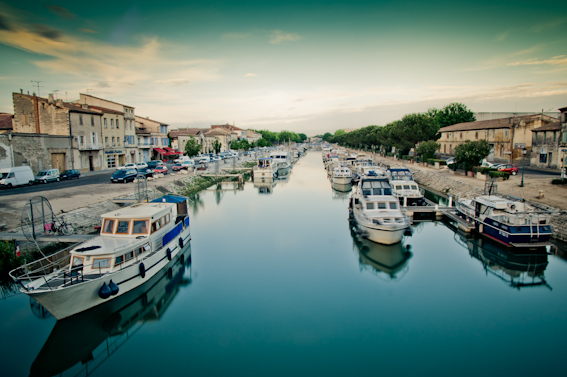
Vue du canal du Rhône à Sète, à Beaucaire.

Beaucaire est arrosée par le Rhône et se trouve sur sa rive droite. La commune est également à l'une des deux extrémités du canal du Rhône à Sète, le long duquel est installé un port fluvial.
L'ensemble de la commune étant situé dans le couloir rhodanien, le relief est assez plat, formé essentiellement par la plaine  alluviale du Rhône et les rebords de la Costière de Nîmes. Toutefois, le nord de la commune est parsemé de quelques collines assez accidentées, notamment au nord du centre-ville, où est implanté le château (80 mètres d'altitude), ainsi qu'à l'ancienne abbaye troglodytique Saint-Roman, culminant à 150 mètres. Le point culminant de la commune est atteint au « Rocher de triple levée » à 156 mètres.

### Climat
Pour des articles plus généraux, voir Climat de l'Occitanie et Climat du Gard.
En 2010, le climat de la commune est de type climat méditerranéen franc, selon une étude s'appuyant sur une série de données couvrant la période 1971-2000. En 2020, Météo-France publie une typologie des climats de la France métropolitaine dans laquelle la commune est exposée à un climat méditerranéen et est dans la région climatique Provence, Languedoc-Roussillon, caractérisée par une pluviométrie faible en été, un très bon ensoleillement (2 600 h/an), un été chaud (21,5 °C), un air très sec en été, sec en toutes saisons, des vents forts (fréquence de 40 à 50 % de vents > 5 m/s) et peu de brouillards.
Pour la période 1971-2000, la température annuelle moyenne est de 14,3 °C, avec une amplitude thermique annuelle de 17,2 °C. Le cumul annuel moyen de précipitations est de 658 mm, avec 5,8 jours de précipitations en janvier et 2,5 jours en juillet. Pour la période 1991-2020, la température moyenne annuelle observée sur la station météorologique la plus proche, située dans la commune de Saint-Gilles à 22 km à vol d'oiseau, est de 15,3 °C et le cumul annuel moyen de précipitations est de 684,6 mm,. Pour l'avenir, les paramètres climatiques de la commune estimés pour 2050 selon différents scénarios d'émission de gaz à effet de serre sont consultables sur un site dédié publié par Météo-France en novembre 2022.

## Urbanisme

### Typologie
Au 1er janvier 2024, Beaucaire est catégorisée centre urbain intermédiaire, selon la nouvelle grille communale de densité à sept niveaux définie par l'Insee en 2022.
Elle appartient à l'unité urbaine de Beaucaire, une agglomération inter-régionale regroupant deux  communes, dont elle est ville-centre,,. Par ailleurs la commune fait partie de l'aire d'attraction de Beaucaire, dont elle est la commune-centre,. Cette aire, qui regroupe 5 communes, est catégorisée dans les aires de moins de 50 000 habitants,.

### Occupation des sols

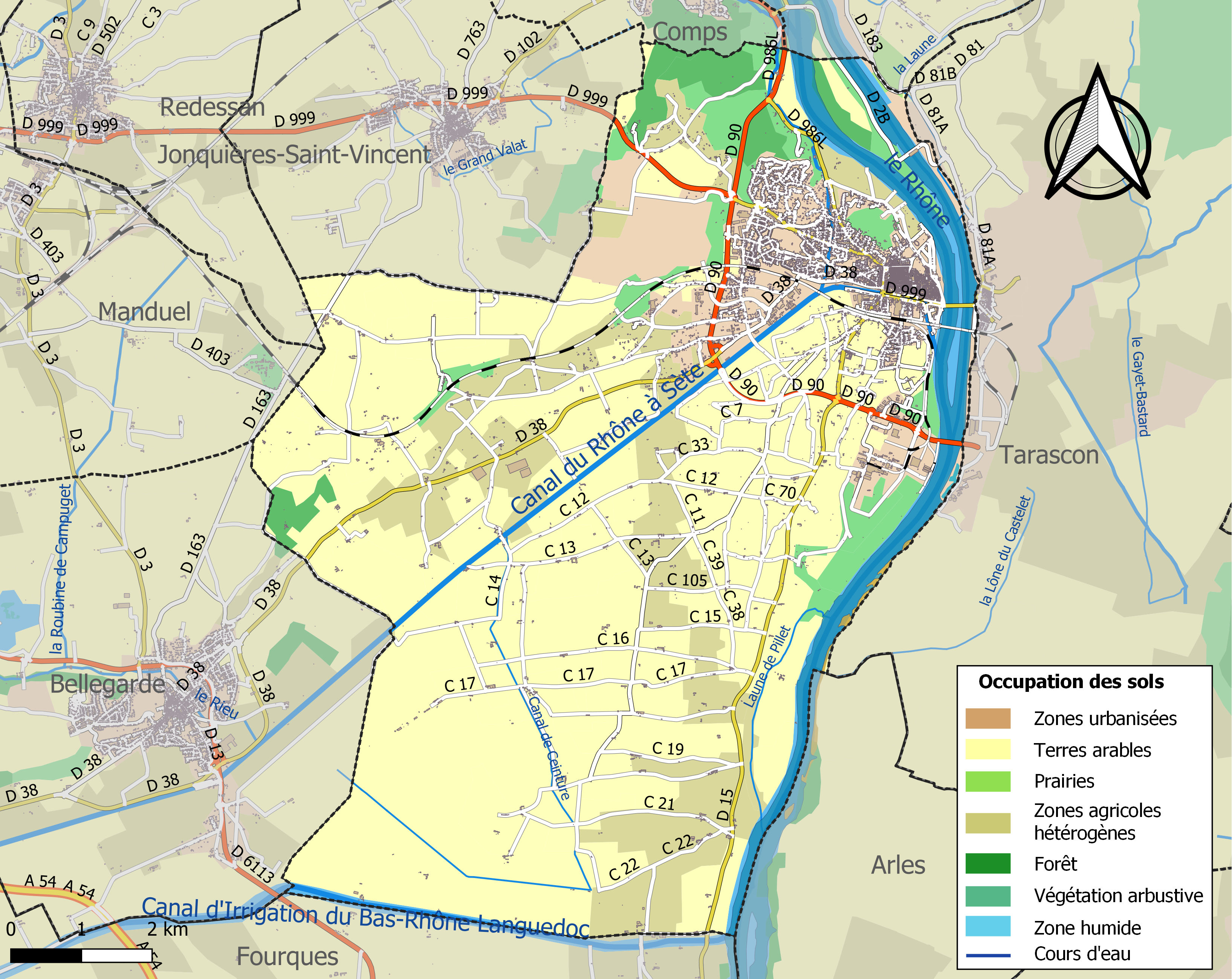
Carte des infrastructures et de l'occupation des sols de la commune en 2018 (CLC).

L'occupation des sols de la commune, telle qu'elle ressort de la base de données européenne d’occupation biophysique des sols Corine Land Cover (CLC), est marquée par l'importance des territoires agricoles (74,7 % en 2018), en diminution par rapport à 1990 (78 %). La répartition détaillée en 2018 est la suivante : 
cultures permanentes (37,8 %), terres arables (21,9 %), zones agricoles hétérogènes (15 %), zones urbanisées (6,2 %), eaux continentales (6 %), milieux à végétation arbustive et/ou herbacée (5,2 %), zones industrielles ou commerciales et réseaux de communication (2,8 %), forêts (2,6 %), mines, décharges et chantiers (2,4 %). L'évolution de l’occupation des sols de la commune et de ses infrastructures peut être observée sur les différentes représentations cartographiques du territoire : la carte de Cassini (XVIIIe siècle), la carte d'état-major (1820-1866) et les cartes ou photos aériennes de l'IGN pour la période actuelle (1950 à aujourd'hui).

### Morphologie urbaine
Contrairement à de nombreuses villes provençales ou languedociennes, le centre historique de Beaucaire ne présente pas une trame urbaine irrégulière. Son plan, sans pour autant être rigoureusement hippodamien, est constitué d'axes se croisant à angle droit. La via Domitia, qui permettait de relier Rome à la péninsule ibérique, passait à l'emplacement de l'actuelle rue Emile Jamais.
Au XIVe siècle, la ville est composée de huit « gâches » ou sections urbaines.
Le plan du centre historique présente une trame resserrée dans sa partie Est, la plus ancienne, constituée sur le plan du Saule ou du Sauze. Il s'agit des quartiers ou gâches de la Fusterie, du Marché, de la Curaterie et de l'Hôtel de ville, tels que dénommés dans le cadastre napoléonien. La proximité avec le champ de foire assurait l'attractivité de ces rues.
La partie ouest, longtemps connue comme La Condamine, présentait des terres arables et des maraîchages dominés, entre autres, par l'Hôtel de Tiloy (parfois connu sous le nom de Thieuloy) dont il ne reste, après démembrement, qu'une tour-escalier et un bas relief. Ces terres ont été progressivement loties, offrant un parcellaire fortement morcelé correspondant à un habitat modeste. Elles ont également permis à la ville d'absorber intra-muros aux XVIe, XVIIe et XVIIIe siècles de grands édifices. Parmi eux, la Charité, l'hôpital (détruit depuis) et le Collège des Doctrinaires.

Le développement urbain de la ville s'est principalement poursuivi lors du dernier quart du XXe siècle avec la création de zones d'activités, d'une zone commerciale (Les Milliaires), de résidences sociales et de lotissements.

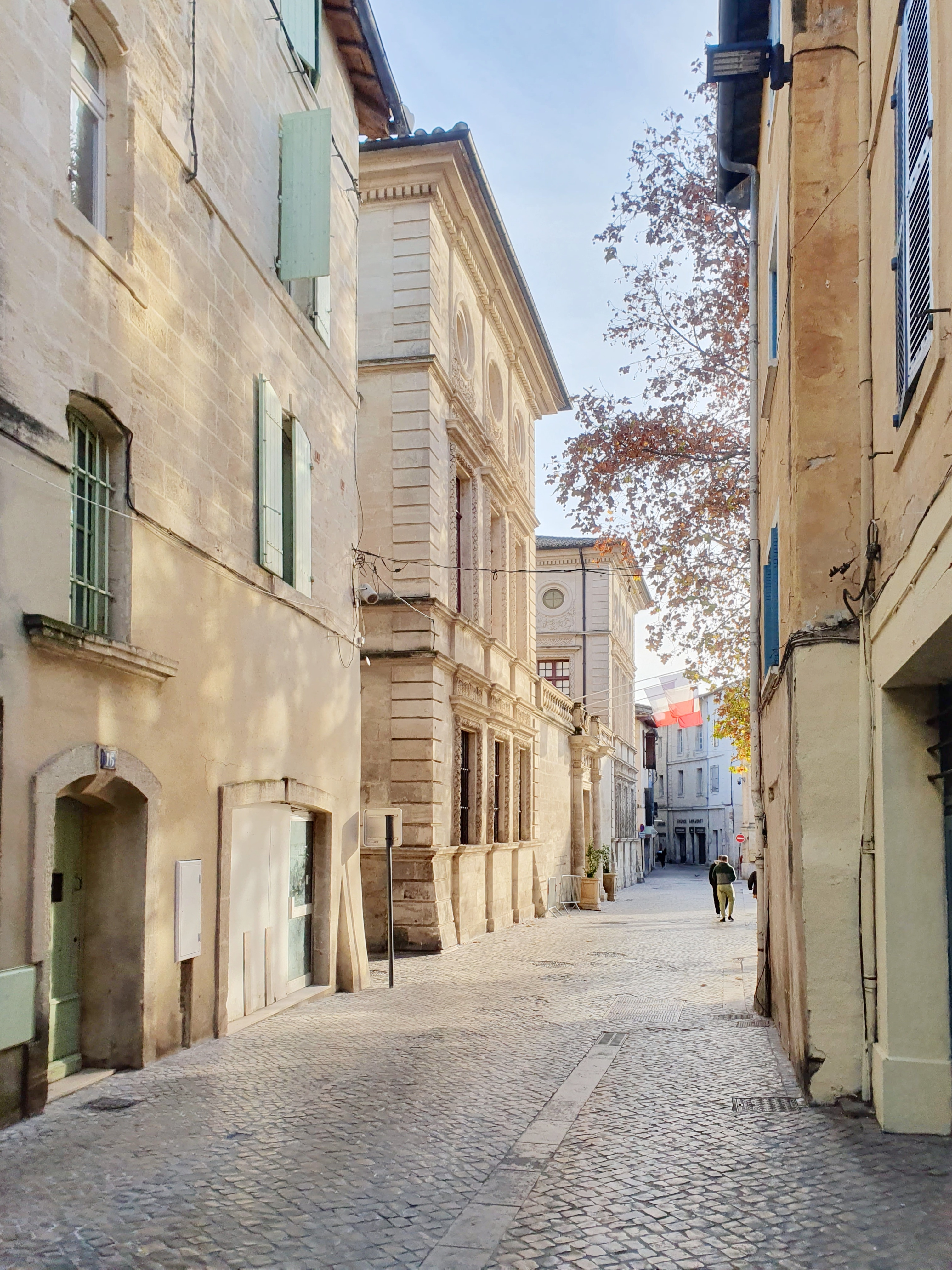
Rue de l'Hôtel de ville.
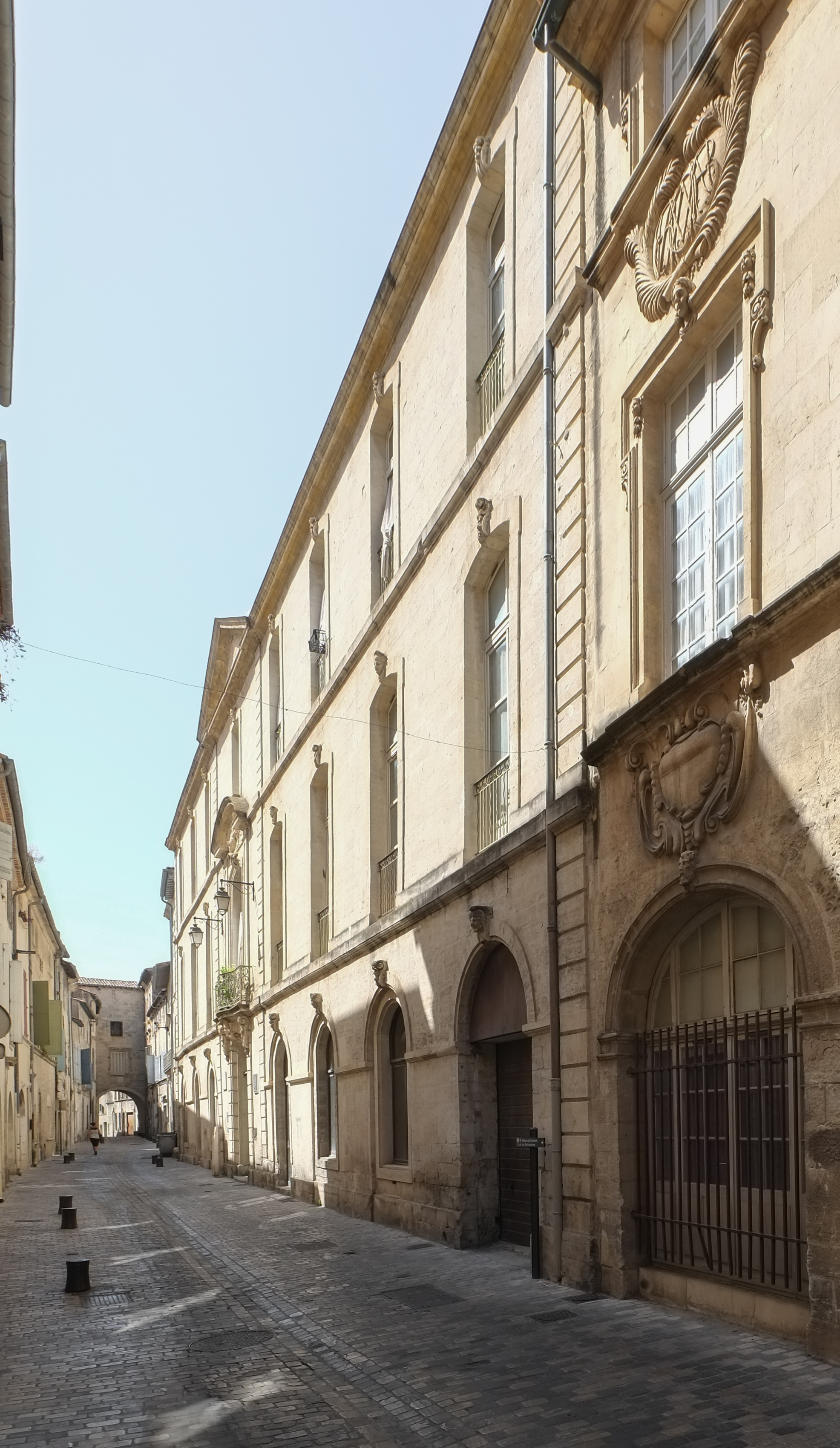
Rue de la République.
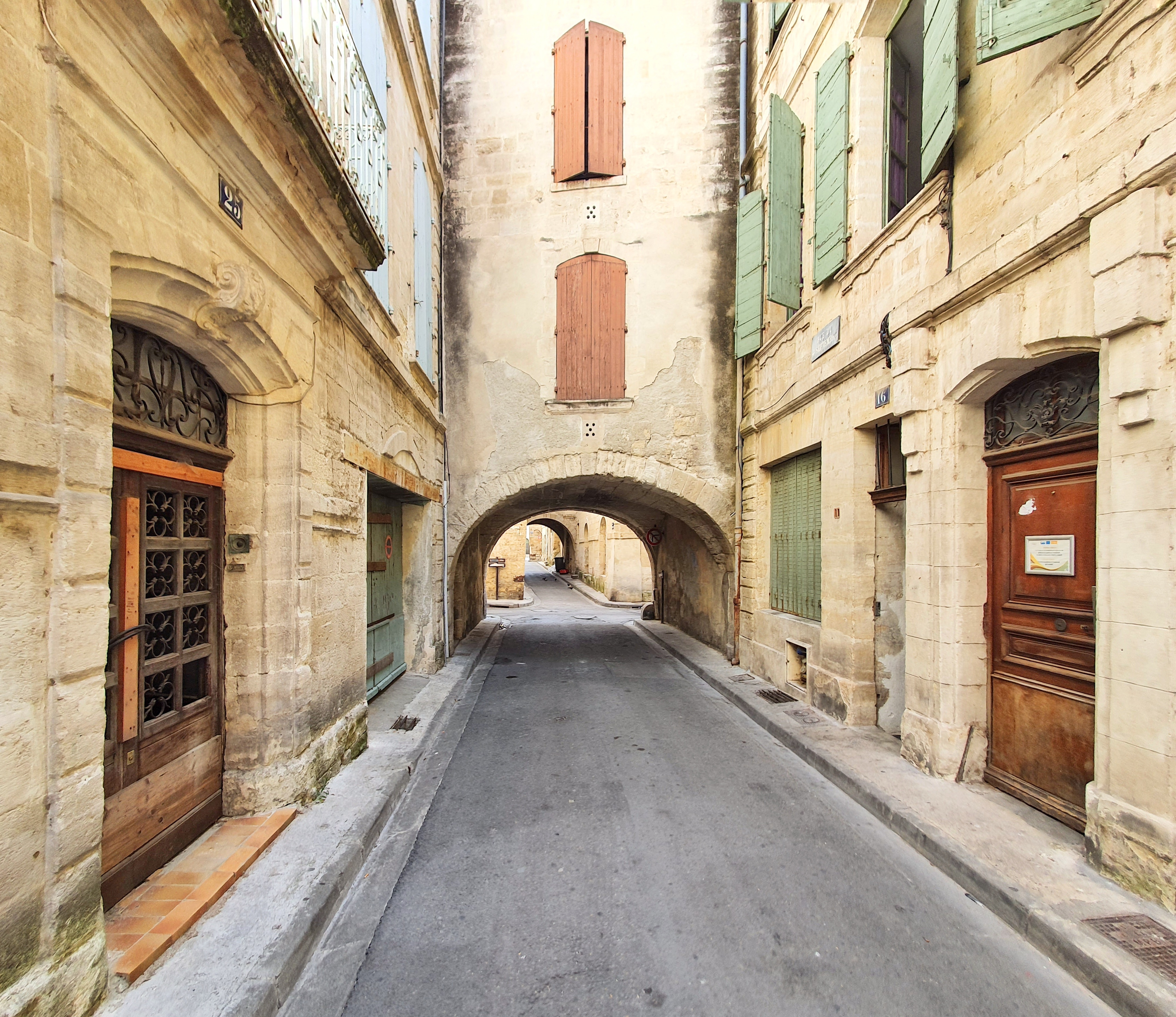
Rue dans le centre de Beaucaire.
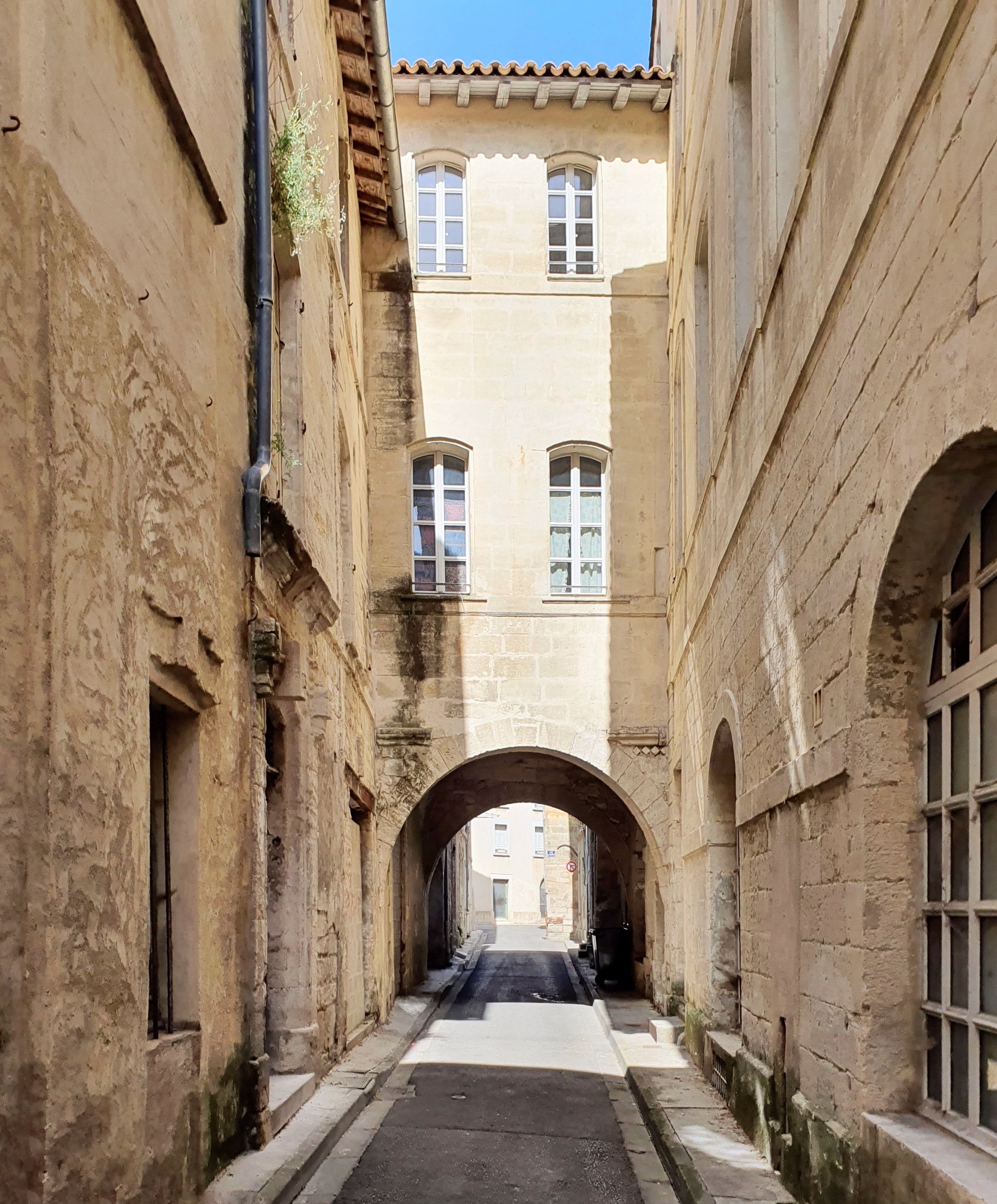
Rue dans le centre de Beaucaire.
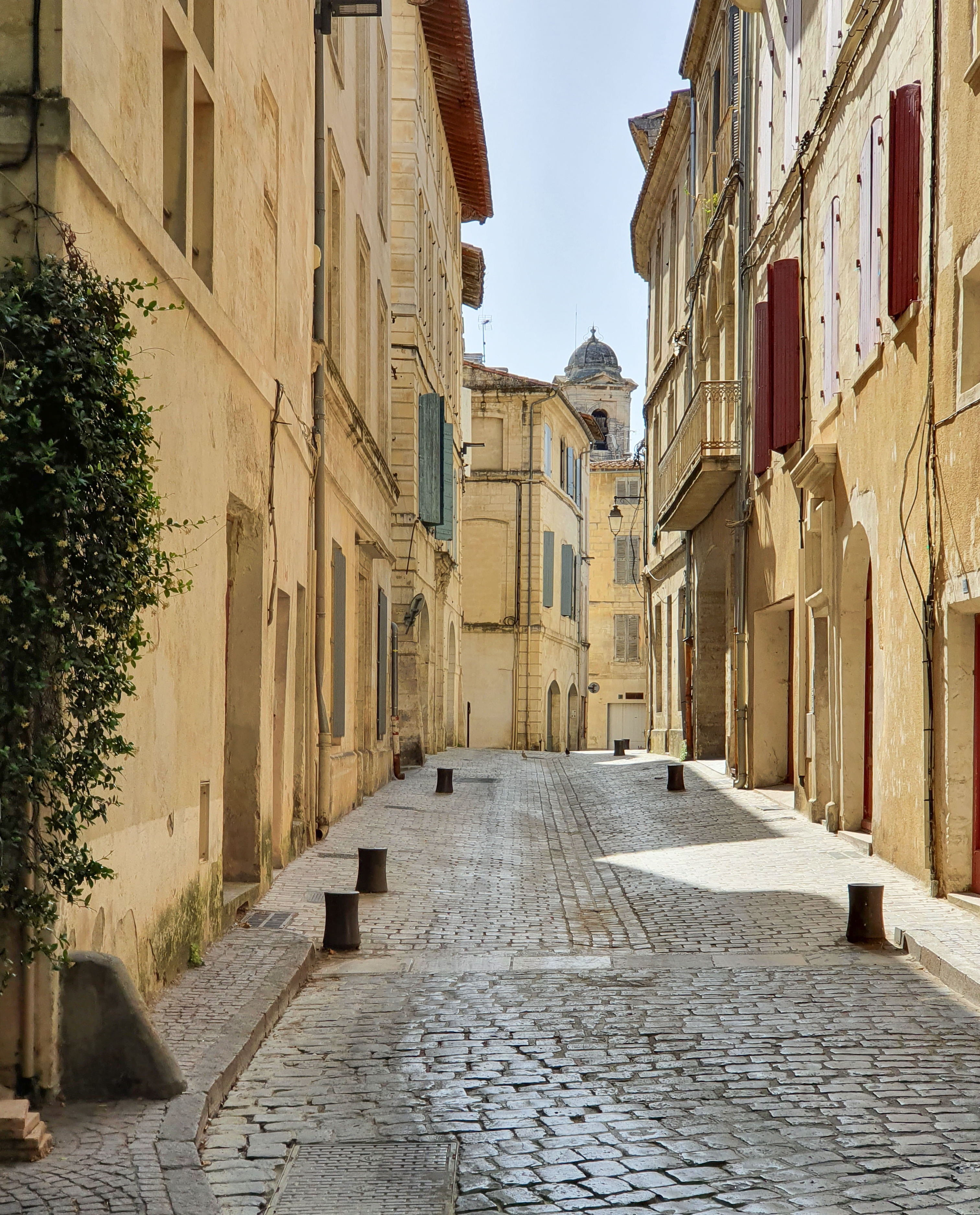
Rue de la République.

### Logement
La commune de Beaucaire compte 7 054 logements en 2009, dont près de 90 % de résidences principales, avec presque autant de maisons individuelles (52 %), que d'appartements (48 %) ; la majorité de ces logements comportent 3 ou 4 pièces. Seuls 47 % des habitants sont propriétaires de leur logement. Pour le parc locatif (3 050 logements en 2009), 1/3 sont des HLM.

### Projets d'aménagement
La ville prévoit la transformation de la halte ferroviaire en pôle multimodal. À cette occasion, la municipalité a lancé un projet d'aménagement, la ZAC Sud Canal dont la première phase porte sur la réalisation d'une résidence sénior.
La commune de Beaucaire a par ailleurs été retenue pour devenir l'une des bases arrières des Jeux olympiques de Paris 2024 avec sa base nautique internationale Adrien-Hardy. Le projet dont la livraison est prévue en 2023 a été conçu par l'agence Nomade Architectes.
La ZAC Sud Canal et la base nautique internationale Adrien-Hardy sont l'opportunité pour la ville de repenser son rapport à l'eau, au Rhône d'un côté, et au canal du Rhône à Sète de l'autre.

### Voies de communication et transports

#### Axes ferroviaires
Établie à 10 mètres d'altitude, la gare de Beaucaire est située au point kilométrique (PK) 0,839 de la ligne de Tarascon à Sète-Ville, entre les gares voyageurs ouvertes de Tarascon et de Manduel - Redessan (Jonquières-Saint-Vincent étant fermée fin 2011). C'est une gare de bifurcation aboutissement de la ligne du Martinet à Beaucaire, partiellement déclassée.

### Risques majeurs
Le territoire de la commune de Beaucaire est vulnérable à différents aléas naturels : météorologiques (tempête, orage, neige, grand froid, canicule ou sécheresse), inondations, feux de forêts, mouvements de terrains et séisme (sismicité modérée). Il est également exposé à trois risques technologiques, le transport de matières dangereuses et  le risque industriel et la rupture d'un barrage. Un site publié par le BRGM permet d'évaluer simplement et rapidement les risques d'un bien localisé soit par son adresse soit par le numéro de sa parcelle.

#### Risques naturels
La commune fait partie du territoire à risques importants d'inondation (TRI) de Delta du Rhône, regroupant 8 communes du delta du Rhône et s'étendant sur les départements des Bouches-du-Rhône et du Gard, un des 31 TRI qui ont été arrêtés fin 2012 sur le bassin Rhône-Méditerranée, retenu au regard des risques de submersions marines et de débordements du Rhône. Parmi les événements significatifs qui ont touché le territoire, peuvent être citées les crues récentes du Rhône d'octobre 1993, de janvier 1994 et de décembre 2003, les crues passées de novembre 1840 et de  mai 1856, les tempêtes sur le littoral de novembre 1982, décembre 199, et plus anciennes, d'octobre 1886 (Durance) et de septembre 1890 (Ardèche). Des cartes des surfaces inondables ont été établies pour trois scénarios : fréquent (crue de temps de retour de 10 ans à 30 ans), moyen (temps de retour de 100 ans à 300 ans) et extrême (temps de retour de l'ordre de 1 000 ans, qui met en défaut tout système de protection),. La commune a été reconnue en état de catastrophe naturelle au titre des dommages causés par les inondations et coulées de boue survenues en 1982, 1987, 1991, 1993, 1994, 1996, 1997, 2002, 2003, 2013 et 2021,.

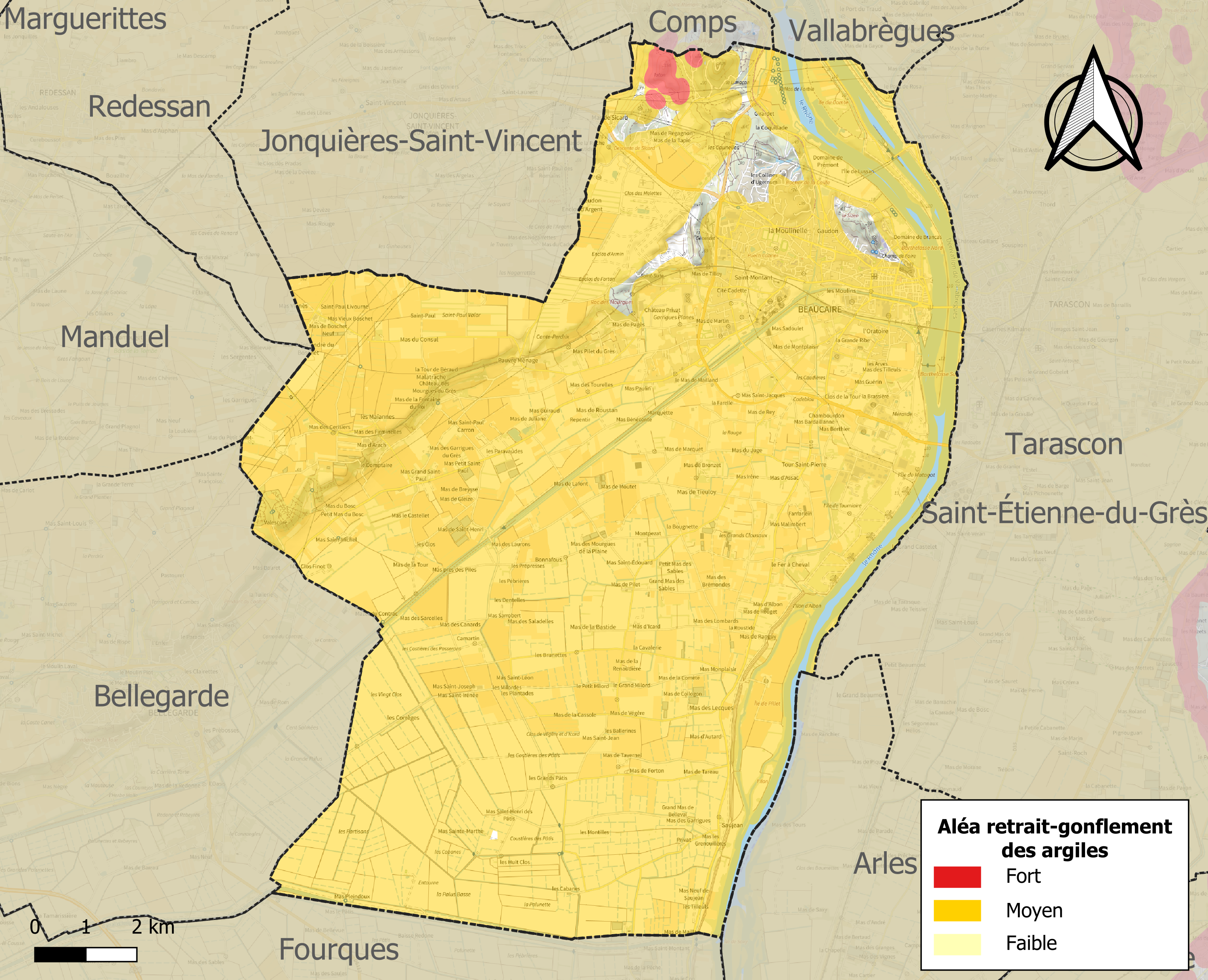
Carte des zones d'aléa retrait-gonflement des sols argileux de Beaucaire.

La commune est vulnérable au risque de mouvements de terrains constitué principalement du retrait-gonflement des sols argileux. Cet aléa est susceptible d'engendrer des dommages importants aux bâtiments en cas d’alternance de périodes de sécheresse et de pluie. 96,2 % de la superficie communale est en aléa moyen ou fort (67,5 % au niveau départemental et 48,5 % au niveau national). Sur les 4 104 bâtiments dénombrés dans la commune en 2019, 3780 sont en aléa moyen ou fort, soit 92 %, à comparer aux 90 % au niveau départemental et 54 % au niveau national. Une cartographie de l'exposition du territoire national au retrait gonflement des sols argileux est disponible sur le site du BRGM,.
Par ailleurs, afin de mieux appréhender le risque d’affaissement de terrain, l'inventaire national des cavités souterraines permet de localiser celles situées dans la commune.

#### Risques technologiques
La commune est exposée au risque industriel du fait de la présence sur son territoire d'une entreprise soumise à la directive européenne SEVESO.
Le risque de transport de matières dangereuses dans la commune est lié à sa traversée par des infrastructures routières ou ferroviaires importantes ou la présence d'une canalisation de transport d'hydrocarbures. Un accident se produisant sur de telles infrastructures est en effet susceptible d’avoir des effets graves au bâti ou aux personnes jusqu’à 350 m, selon la nature du matériau transporté. Des dispositions d’urbanisme peuvent être préconisées en conséquence.
La commune est en outre située en aval de l'aménagement hydroélectrique de la Compagnie nationale du Rhône de Vallabrègues. À ce titre elle est susceptible d’être touchée par l’onde de submersion consécutive à la rupture de cet ouvrage.

## Toponymie
Ougernon, cité par Strabon, est devenu à l'époque galloromaine Belloquadrum.
En 1096, c'est castrum Bellicadri, c'est-à-dire le château de Belloquadre, soit de Beaucaire. Les désignations de "château" sont nombreuses au Moyen Âge. On les rencontre exprimées à l'aide de termes différents : les beaucaire sont des bèu caire (du provençal bèu : beau et caire : pierre d'angle, pierre de taille), c'est-à-dire des châteaux.
Ses habitants sont appelés les Beaucairois et Beaucairoises.

## Histoire

### Antiquité

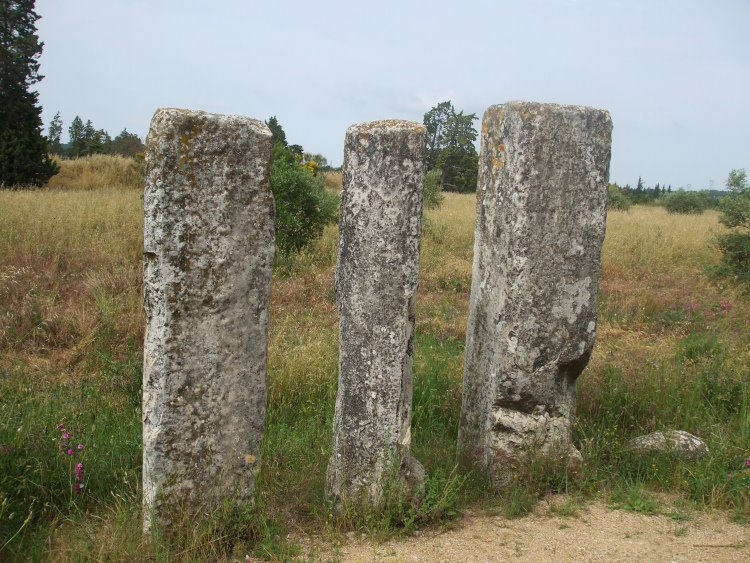
Les quatre Colonnes de César à l'ouest de Beaucaire.

Fondée au VIIe siècle av. J.-C., Beaucaire est connue à l'époque romaine sous le nom d'Ugernum. Elle est une ville relais de la célèbre voie Domitienne qui reliait l’Italie à l’Espagne (121 av. J.-C.). C’est à cette étape que la voie Domitienne se divise pour desservir les directions d’Arles, de Nîmes, de Remoulins et de Saint-Gilles. À 4 km en direction de Nîmes, les quatre bornes milliaires nommées Colonnes de César sont visibles au Clos des Mélettes et témoignent de cette antiquité.
Ugernum est aussi un port fluvial de choix au service de Nîmes, ville importante qui ne dispose d'aucuns cours d'eau navigable. Des fouilles réalisés en 2020 au Mas des Tourelles ont permis de démontrer les liens entre les deux villes.
D'autres fouilles archéologiques menées entre 2021 et 2022 ont révélé le long du canal du Rhône à Sète les fondations de plusieurs constructions. Les 500 amphores retrouvées laissent penser à des infrastructures portuaires, des espaces de stockage voire à un lieu de production. Un temple et des thermes pourraient, selon les archéologues, compléter cet ensemble.
Un mausolée romain avait été par ailleurs découvert sur l'île du Comté.
À la suite de la prise de Rome par les Vandales en 455, la noblesse gallo-romaine s'est réunie à Ugernum pour élire Avitus nouvel empereur.
L'itinéraire de l'Anonyme de Bordeaux, datant du IVe siècle, passe dans la région et suggère un passage par ce site.

### Moyen Âge

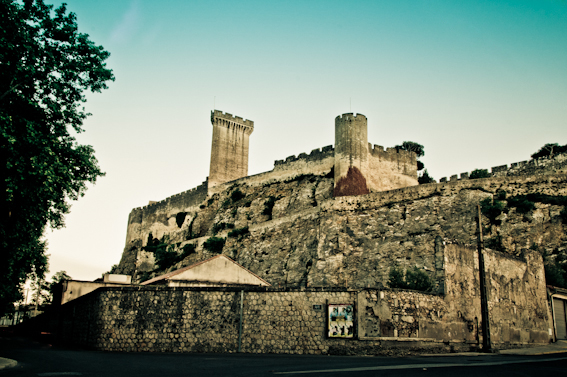
Château de Beaucaire, vu depuis le nord.

Le Moyen Âge marque un ralentissement de l’extension de la ville. Beaucaire subit les invasions des Burgondes, des Wisigoths, puis des Sarrasins. C’est de cette époque que date la construction du premier rempart et l’extension du château.
La ville prend le nom de Beaucaire (belle pierre en français ou bèu caire en occitan provençal).
Au XIIIe siècle, la ville s’étend et sa population augmente. Louis IX se rend plusieurs fois à Beaucaire. Simon de Montfort tente d'assiéger la ville en 1216, mais y subit un de ses plus importants échecs. En 1229 le Languedoc est organisé en deux sénéchaussées royales : Carcassonne et Beaucaire.
Malgré la guerre de Cent Ans et les guerres de religion (XIVe au XVIe siècle), le faste et le raffinement de l’architecture s’amplifient, parallèlement à la richesse des marchands beaucairois.
En 1579, Beaucaire est tenue par Montmorency-Damville, tolérant gouverneur catholique du Languedoc. Le capitaine de la ville est Jean de Parabère, qui joue bientôt son propre jeu. Damville provoque alors une émeute pour récupérer la ville, mais même si Parabère est décapité, la ville reste aux mains des Huguenots, grâce aux renforts envoyés par Châtillon, le fils de l’amiral de Coligny.

### Époque moderne

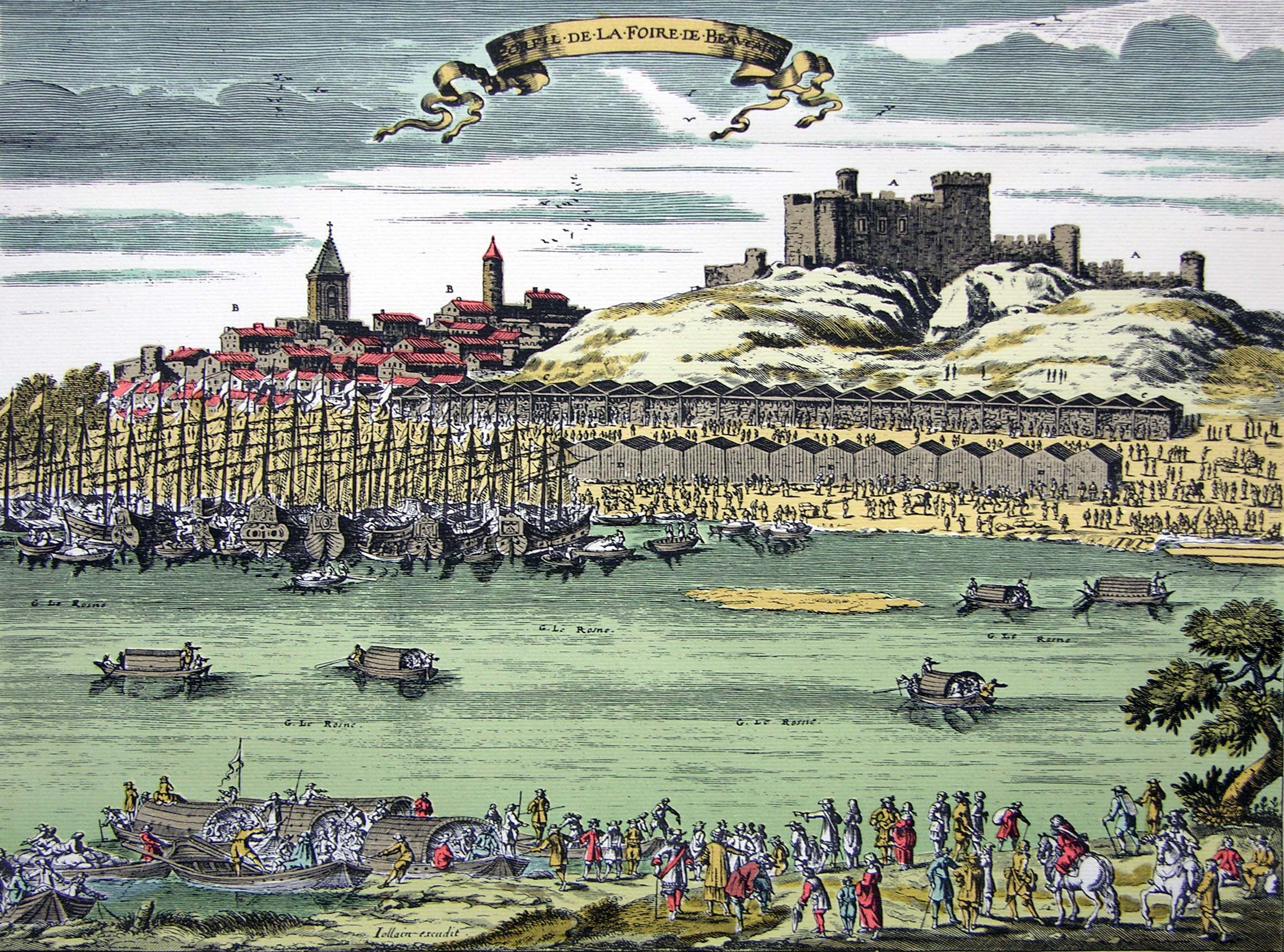
Foire de Beaucaire, gravure coloriée du XVIIIe siècle.

Du XVIIe siècle au XIXe siècle, la Foire de la Madeleine apporte à Beaucaire un rayonnement international. Dix jours de foire franche génèrent un volume d’affaires comparable à celui du port de Marseille en une année. La Révolution française de 1789 n'altère pas l’activité des marchands ; c’est en effet à cette époque que s’édifient les plus beaux hôtels particuliers et demeures, dont l’hôtel de Clausonnette et l’Hôtel de Ville.
L’avènement du chemin de fer sonne la fin du commerce fluvial qui anéantira progressivement la Foire de la Madeleine et plongera Beaucaire dans l’oubli. La foire de la Madeleine existe toujours, mais sous forme de fêtes foraines, courses de taureaux et festivités diverses. La tradition veut qu'elle débute le 21 juillet, dure au moins 6 jours et se termine un lundi.

### Révolution française et Empire
Beaucaire est chef-lieu de district de 1790 à 1795. Au cours de la Révolution française, la commune porte provisoirement le nom de Pont-National.

### Époque contemporaine

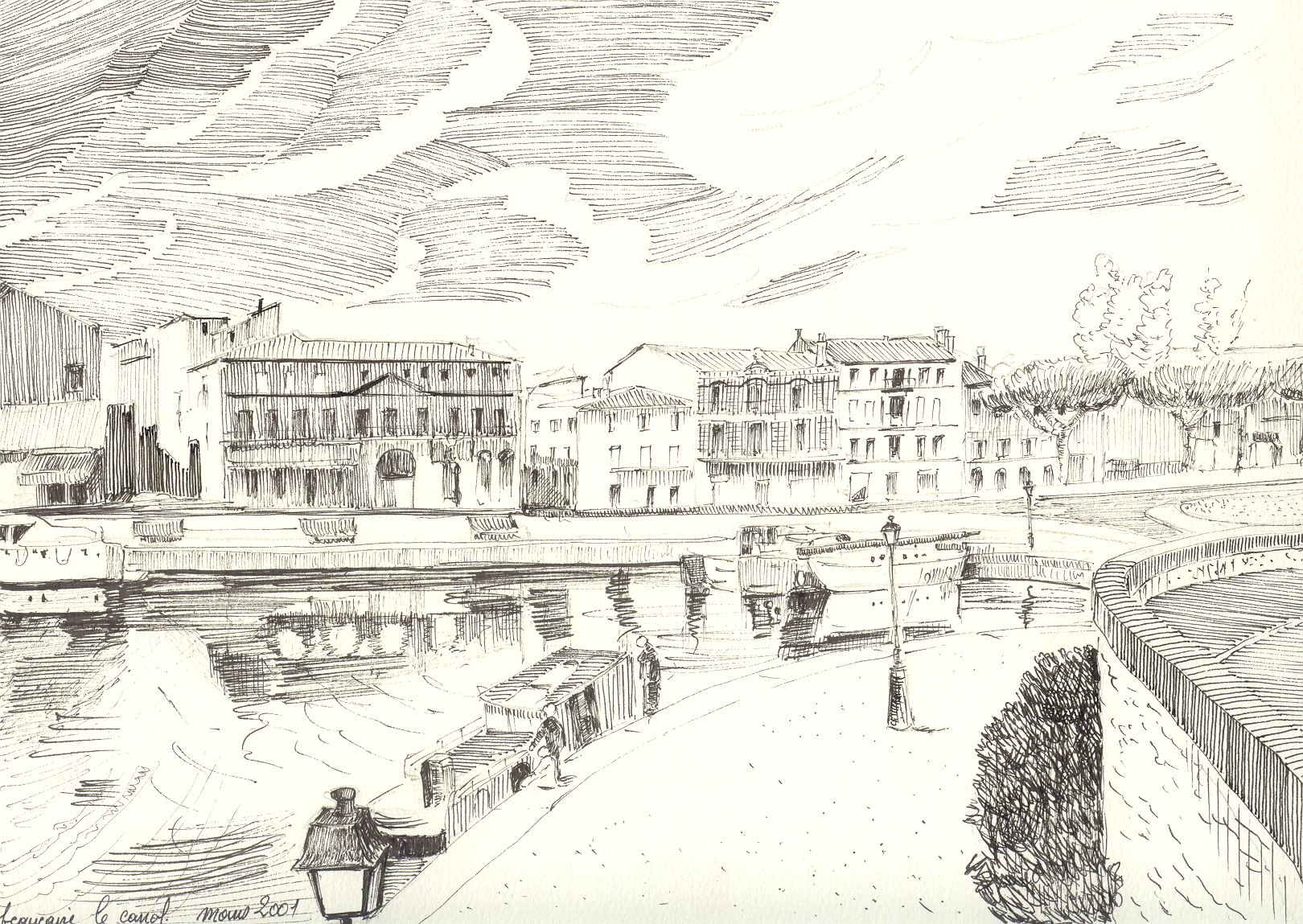
Dessin à la plume du canal, à Beaucaire.

À la fin du XIXe siècle et au début du XXe siècle, quelques ouvrages de grande valeur sont construits :
- la banquette, digue de pierre longeant la ville dans sa partie est, protégeant le centre-ville des crues du Rhône ;
- les halles alimentaires ; et
- le casino municipal, actuelle salle des fêtes.

Construite à partir de 1873, l'usine sidérurgique de Saint-Montant est créée par la Compagnie des forges de Châtillon-Commentry. Le premier haut fourneau est mis à feu en mars 1875, le 2e en 1876, un convertisseur Bessemer fin 1877, la forge et les laminoirs avec le finissage des rails en 1878. En 1882 démarrent un four Martin-Siemens et un 3e haut fourneau. La production d'acier cesse vers 1890. En 1915, le tiers nord-est du site est repris par Gabriel Meillassoux et la Compagnie des produits chimiques d'Alais et de la Camargue pour établir une usine électrolytique de munitions (dinitrochlorobenzène en particulier). À partir de 1923, elle est transformée en usine de colorants sous le nom CCIM (Compagnie Commerciale et Industrielle du Midi). En 1928, elle est transformée en usine d'émaillerie, puis devient une simple fabrique de quincaillerie après 1938. Quant aux deux autres tiers, ils sont repris par la S.A. des Ciments Français à Boulogne-sur-Mer, qui y installe un premier four rotatif, puis un 2e en 1929. L'usine est ensuite continuellement modernisée et agrandie.
C’est aussi à cette époque que le canal du Rhône à Sète est creusé ; il permet de relier Beaucaire au canal du Midi.
En 1940, Beaucaire accueille une importante population de réfugiés belges, originaires majoritairement de Farciennes. Les deux communes se jumellent en 1969.
Aux élections municipales de 1935, Beaucaire élit un maire communiste. Si la signature du pacte germano-soviétique suivie du déclenchement de la Seconde Guerre mondiale ont des répercussions rapides sur la vie des communes communistes, c’est le régime de Vichy qui suspend le conseil municipal en 1940, après enquête. Beaucaire  se retrouve dirigée par une délégation spéciale désignée par le préfet.

## Politique et administration

### Tendances politiques et résultats

#### Élections locales

##### Législatives (2012)
En 2012, Julien Sanchez (FN) arrive en tête au premier tour avec 33,04 %, devançant Françoise Dumas (PS), qui obtient 22,79 %, et Yvan Lachaud (Nouveau Centre), qui récolte 18,04 % des suffrages. Au second tour, la candidate du Parti Socialiste arrive en tête avec 38,53 % devant le candidat du Front national (36,21 %) et le candidat du Nouveau Centre (25,26 %).

##### Municipales (2014)
En 2014, Julien Sanchez, tête de liste FN, remporte l'élection après être arrivé en tête au premier tour avec 32,84 % des suffrages ; au second tour, il obtient 39,81 % des voix à l'issue d'une quadrangulaire l'opposant à la maire sortante (29 %), à une liste divers droite (24,31 %) et à une liste d'union de la gauche (6,85 %).

##### Départementales (2015)
En 2015, le binôme du Front National dépasse les 50 % dans la commune dès le 1er tour avec 53,68 % des voix mais aussi au 2e tour avec 59,70 %.

##### Régionales (2015/2010)
- En 2015, la liste de Louis Aliot (FN) arrive largement en tête du 1er tour avec 59,68 % devant la liste PS-PRG de Carole Delga (10,70 %). La liste de Dominique Reynié (Union de la Droite) recueille 9,72 %. La liste de Gérard Onesta (EELV-FG) obtient 8,07 %. Les 7 autres listes obtiennent moins de 3 % des suffrages. Au second tour de 2015, avec un taux de participation de 62,49 %, la liste de Louis Aliot (FN) reste en tête avec 57,28 % (3 599 voix contre 3113 au 1er tour). La liste de Carole Delga (devenue liste d'Union de la Gauche après fusion avec la liste de Gérard Onesta) obtient 29,56 %. Enfin la liste d'Union de la Droite menée par Dominique Reynié obtient 13,16 %.
- En 2010, France Jamet (FN) arrive en tête au 1er tour devant la liste de Georges Frêche (DVG) et devant la liste de Raymond Couderc (UMP). Au second tour, Georges Frêche est en tête dans la commune devant France Jamet puis Raymond Couderc.

#### Élections nationales

##### Présidentielles
En 2012, au 1er tour, Marine Le Pen arrive nettement en tête avec 34,12 % devançant François Hollande (23,57 %), Nicolas Sarkozy (21,58 %), Jean-Luc Mélenchon (11,64 %), François Bayrou (4,68 %), Eva Joly (1,42 %), Nicolas Dupont-Aignan (1,38 %), Philippe Poutou (0,9 %), Nathalie Arthaud (0,46 %) et Jacques Cheminade (0,25 %). Au second tour, Nicolas Sarkozy devance François Hollande avec 52,29 % contre 47,71 %.

##### Européennes
En 2014, Louis Aliot (FN) arrive largement en tête avec 49,55 %, les autres listes ne dépassent pas les 15 %. En 2019, Jordan Bardella arrive en tête avec 47,83 %.

##### Référendums
Lors du référendum français sur le traité établissant une constitution pour l'Europe en 2005, le « non » l'emporte largement avec 72,31 % contre 27,69 % pour le « oui ».

### Conseil municipal
Le 5 avril 2014, Julien Sanchez est élu maire, ainsi que neuf adjoints (cinq hommes et quatre femmes), par le conseil municipal qui comprend trente-trois conseillers municipaux, dont dix d'opposition.
Depuis l'élection de Julien Sanchez en 2014, les conseils municipaux sont parfois émaillés d'incidents entre la majorité et l'opposition:  tantôt avec  l'opposition de gauche, tantôt avec l'opposition de droite.
Ainsi en 2018, un membre de l'opposition demande en séance que soit abordées les conditions de travail d'un collaborateur de la commune de Beaucaire, qui exerce son activité par télétravail du Canada. Le conseil se termine alors à huis clos.

### Jumelages
| Beaucaire (Gard) Farciennes Montelupo Fiorentino |

Beaucaire est jumelée avec :
- Farciennes (Belgique) ;
- Montelupo Fiorentino (Italie).

Le bourgmestre de Farciennes, ville belge jumelée avec Beaucaire depuis 1969, propose en conseil communal du 1er avril 2014 de rompre le jumelage avec Beaucaire, à la suite de l’élection d’un maire Front national.

## Population et société

### Démographie
L'évolution du nombre d'habitants est connue à travers les recensements de la population effectués dans la commune depuis 1793. Pour les communes de plus de 10 000 habitants les recensements ont lieu chaque année à la suite d'une enquête par sondage auprès d'un échantillon d'adresses représentant 8 % de leurs logements, contrairement aux autres communes qui ont un recensement réel tous les cinq ans,.

En 2022, la commune comptait 15 695 habitants, en évolution de −1,18 % par rapport à 2016 (Gard : +2,97 %, France hors Mayotte : +2,11 %).
| 1793  | 1800  | 1806  | 1821  | 1831  | 1836  | 1841  | 1846  | 1851   |
| ----- | ----- | ----- | ----- | ----- | ----- | ----- | ----- | ------ |
| 8 510 | 7 943 | 8 671 | 9 825 | 9 967 | 9 601 | 9 795 | 9 725 | 11 045 |

| 1856   | 1861  | 1866  | 1872  | 1876  | 1881  | 1886  | 1891  | 1896  |
| ------ | ----- | ----- | ----- | ----- | ----- | ----- | ----- | ----- |
| 12 713 | 9 544 | 9 395 | 8 804 | 8 777 | 9 724 | 9 824 | 8 947 | 9 020 |

| 1901  | 1906  | 1911  | 1921  | 1926  | 1931  | 1936   | 1946  | 1954   |
| ----- | ----- | ----- | ----- | ----- | ----- | ------ | ----- | ------ |
| 9 143 | 8 764 | 8 488 | 7 916 | 8 479 | 9 701 | 10 059 | 9 343 | 10 197 |

| 1962   | 1968   | 1975   | 1982   | 1990   | 1999   | 2006   | 2011   | 2016   |
| ------ | ------ | ------ | ------ | ------ | ------ | ------ | ------ | ------ |
| 11 061 | 12 740 | 12 829 | 12 840 | 13 400 | 13 748 | 15 099 | 15 894 | 15 882 |

| 2021   | 2022   | - | - | - | - | - | - | - |
| ------ | ------ | - | - | - | - | - | - | - |
| 15 680 | 15 695 | - | - | - | - | - | - | - |

### Enseignement
Les établissements scolaires de Beaucaire dépendent de l'académie de Montpellier. Ils sont au nombre de 19 dans la commune : six écoles maternelles, sept écoles primaires, quatre collèges et deux lycées.

### Santé
Depuis le 30 janvier 2014, Beaucaire dispose d'un pôle santé multi-activité, regroupant plusieurs professionnels de soins, centre dentaire, opticiens, et spécialiste de l'audition.

### Manifestations culturelles et festivités

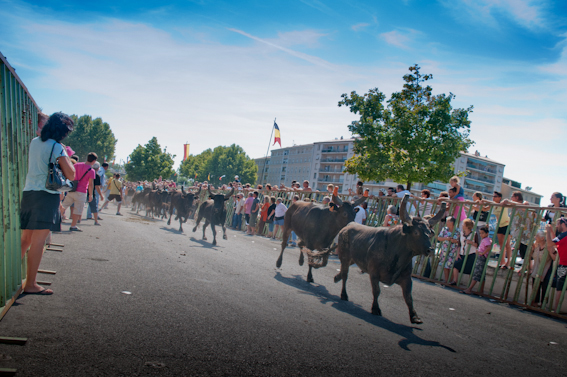
Lâcher de taureau dans les rues de Beaucaire.

- Le Salon des Métiers d'Art. Chaque année en octobre, de nombreux artisans d'art sont sélectionnés et viennent exposer leurs œuvres originales. Depuis 2015, cette manifestation se déroule dans le secteur sauvegardé[Quoi ?] de Beaucaire, sur la place Georges Clemenceau, dans la cour intérieure de la mairie et dans le hall du conservatoire.
- Les Rencontres Équestres Méditerranéennes. Chaque année le premier week-end de juillet. Des centaines de chevaux venus de toute l'Europe se retrouvent à Beaucaire. Cette manifestation s'est diversifiée en 2015 avec un espace enfants afin d'initier les enfants et d'attirer les familles. Cette énorme manifestation, dont le coût global avoisine les 100 000 euros, n'est plus subventionnée par le conseil régional depuis 2015. Malgré les baisses de dotations, la municipalité a tout de même tenu à la maintenir et à lui donner plus d'ampleur[réf. souhaitée].
- Beaucaire est Cité du Livre depuis 2007. Elle accueille des maisons d'édition, des bouquinistes et organise un festival du conte.
- Les Estivales, manifestations tauromachiques et culturelles annuelles. La ville est membre du l'Union des villes taurines françaises.
- Le festival Tête à Clap a, quant à lui, été délocalisé à Tarascon, en raison de l'absence de salle de cinéma exploitable à Beaucaire. En 2014, l'organisation de ce festival a donné lieu à une polémique entre le maire de Beaucaire et l'association, le premier accusant la seconde de s'être politisée, à la suite du refus par la municipalité d'accorder des subventions à l'association. Il s'avère en fait que « le seul moyen pour la municipalité d'organiser un festival de cinéma serait de proposer des projections dans des salles municipales qui ne sont pas équipées, tant au niveau de l'acoustique que de l'image »[66] et donc qu'une impossibilité technique empêche l'organisation du festival.

### Sports
Le Stade Beaucarois 30 ayant évolué[Quand ?] jusqu'au niveau national.
La ville compte un club de rugby à XV, que l'actualité a porté « à la une » en 2018, en raison du décès de trois de ses supporters. Le car, qui  transportait les supporters du club, s'est couché sur les voies de l'autoroute, dans la nuit du samedi 26 au dimanche 27 mai 2018, près de Valence dans la Drôme. Le club de supporters se déplaçait pour voir un match de rugby du top 14, dans le cadre d'un déplacement organisé par le comité de Provence, pour assister au match entre Castres et le Racing 92.
Elle compte un  club de futsal, qui joue en 1er division nationale.
Un club de baseball, les chevaliers de Beaucaire, fondé en 1988, a évolué au plus haut niveau national entre 2011 et 2015

### Médias
La commune ne comprend pas de médias réellement « beaucairois ». Elle est couverte par le quotidien Midi Libre, dans son édition nîmoise. Sa proximité avec le département limitrophe des Bouches du Rhône amène à ce que la vie locale soit également abordée dans les quotidiens régionaux provençaux comme la Provence et la Marseillaise.
Le fait que la commune ait un maire FN depuis 2014, entraine parfois que la commune soit abordée dans les médias nationaux, mais sous un angle purement politique. Des ouvrages ont également été publiés, qui consacrent une grande partie à la ville de Beaucaire comme « l'illusion nationale » en 2017: cet ouvrage consacre près d'une cinquantaine de pages au contexte expliquant l'arrivée d'un maire FN à la tête de l’exécutif local. Toujours sous l'angle politique, il est fait parfois référence à la ville dans d'autres ouvrages, comme dans la bande dessinée « La Présidente ».
Les télévisions locales qui suivent la vie de la commune sont France 3 Languedoc Roussillon et Vià Occitanie.
En termes d'édition numérique, le site payant Objectif Gard suit particulièrement la vie municipale, se faisant souvent l'écho de l'action de la majorité municipale.
La commune déploie des moyens de communications importants pour une commune de cette taille, puisque le maire indique en 2018 qu'il a embauché trois personnes à temps plein, pour produire notamment le magazine municipal et maintenir la page Facebook.

### Cultes
La paroisse catholique de Beaucaire dépend du diocèse de Nîmes, doyenné Plaine gardoise. Les pratiquants du culte protestant disposent d'un temple dans la commune de même que ceux du culte musulman.

## Économie

### Revenus de la population et fiscalité
En 2010, le revenu fiscal médian par ménage était de 21 021 €, ce qui plaçait Beaucaire au 29 183e rang parmi les 31 525 communes de plus de 39 ménages en métropole.
En 2013, seulement 40,2 % des ménages étaient imposables.

### Emploi
En 2009, la moitié des habitants de Beaucaire ayant un emploi travaillent dans la commune.
|             | Population | Actifs | Taux d'activité en % | Actifs ayant un emploi | Taux d'activité en % |
| ----------- | ---------- | ------ | -------------------- | ---------------------- | -------------------- |
| Ensemble    | 10 294     | 6 735  | 65 %                 | 5 421                  | 53 %                 |
| 15 à 24 ans | 1 981      | 798    | 40 %                 | 524                    | 26 %                 |
| 25 à 54 ans | 6 194      | 5 052  | 82 %                 | 4157                   | 67 %                 |
| 55 à 64 ans | 2 120      | 885    | 42 %                 | 740                    | 35 %                 |

### Entreprises présentes dans la commune

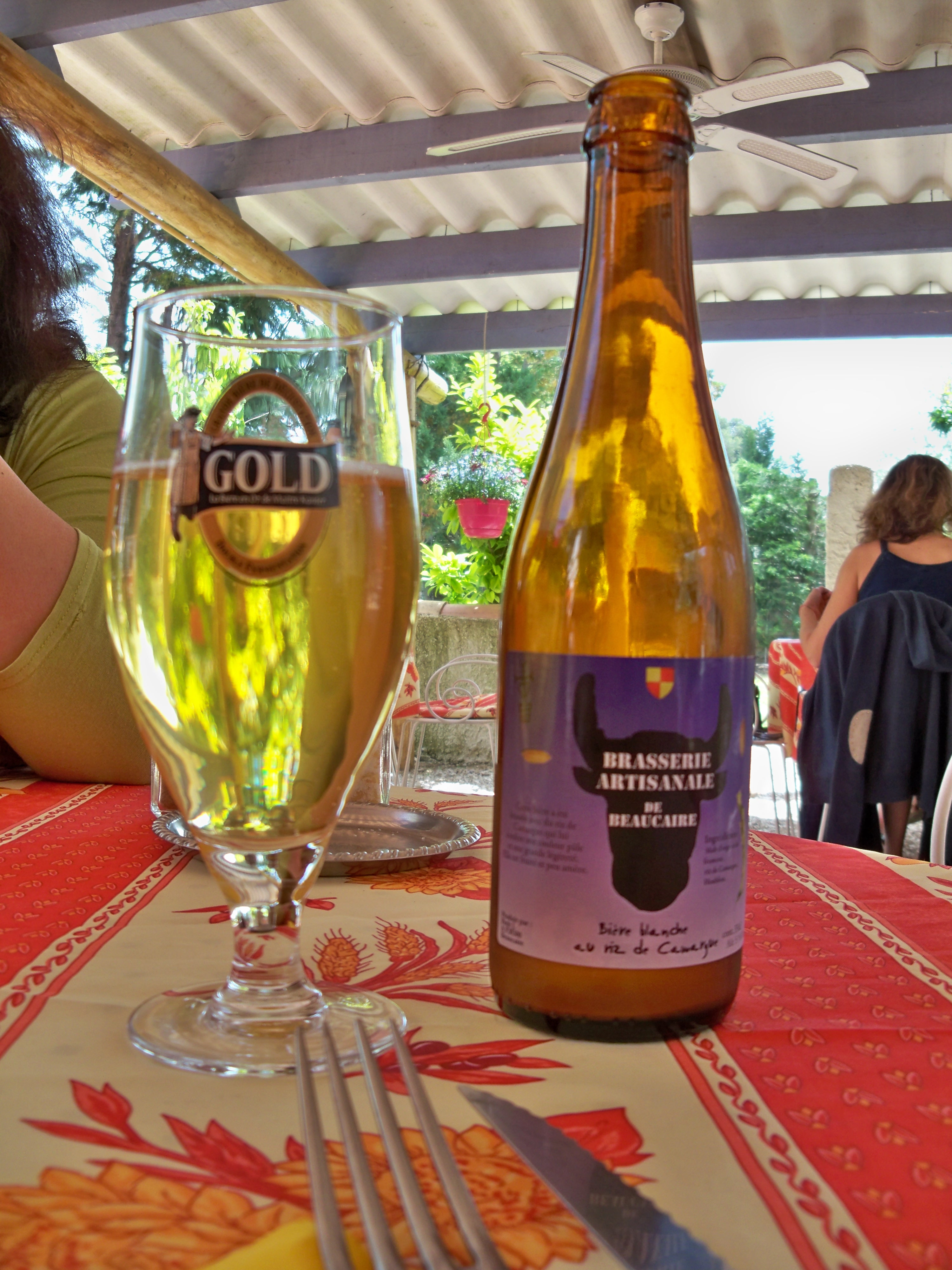
Bière blanche de Beaucaire, au riz de Camargue.

Parmi les entreprises locales, la « Brasserie artisanale de Beaucaire » produit et commercialise régionalement plusieurs variétés de bières, dont certaines au riz de Camargue. La ville abrite aussi une cimenterie de Ciments français, filiale du groupe allemand HeidelbergZement et l'usine de la société Casanis, du groupe Bacardi, qui commercialise le Get 27.
Enfin, le groupe multinational Marie Brizard Wine & Spirits a établi son siège social à Beaucaire en 2010.
La FNAC s'y est installée au début des années 2015, en ouvrant une boutique « contact », qu'elle ferme presque aussitôt en 2016.
En 2018, le groupe Carrefour annonce la fermeture d'un magasin à Beaucaire.

## Culture locale et patrimoine
Le centre historique de Beaucaire fait l'objet, depuis le 31 décembre 2001, d'un Plan de sauvegarde et de mise en valeur (PSMV), qui encadre aujourd'hui le site patrimonial remarquable (ex-secteur sauvegardé) défini par la ville en 1985.
Le site patrimonial remarquable est délimité au nord par le boulevard Maréchal Joffre, à l'est par la banquette, au sud par le canal et à l'ouest par le boulevard Foch. Il s'étend sur 44,5 hectares et englobe 1 435 parcelles.
La ville bénéficie depuis 2000 du label « Ville d'Art et d'Histoire ».

### Édifices civils
Le terme « civil » doit ici être compris de manière large; il n'indique en rien que tous les bâtiments de la liste sont la propriété ou de la gestion de la commune

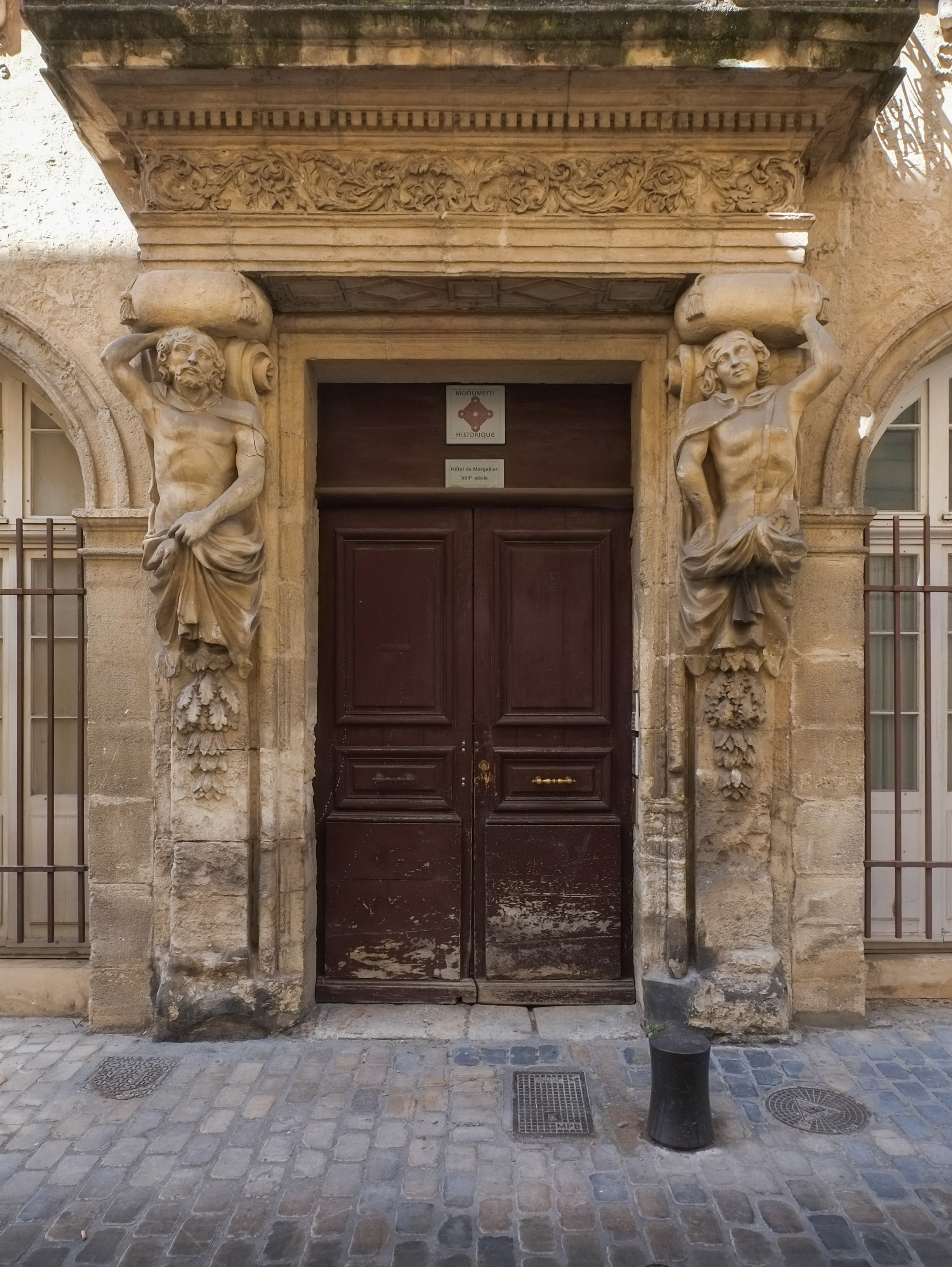
Hôtel des Margailliers - détail de la porte et de ses atlantes.

- Hôtel des Margailliers - détail de la porte et de ses atlantes.Château de Beaucaire et son donjon triangulaire.
- Mas de Lafond. Appelé en 1760 mas de Monery. Ancienne propriété des marquis de Forton. Pigeonnier, four, voûtes d'arêtes, fin XVIe début XVIIe, grande salle d'apparat, voûte appareillée avec nervures et moulures fin XVIIe début XVIIIe.
- Nombreux hôtels particuliers et façades des XVIIe et XVIIIe siècles.
- Taureau cocardier Goya, sculpture de Camille Soccorsi (1984), place Jean-Jaurès.
- Arènes Paul Laurent où se déroulent des corridas et des courses camarguaises ainsi que des spectacles et des concerts lors de la feria de Sainte-Madeleine.
- Sculpture du Drac, place de la République.
- Le Vieux Mas, une ferme comme en 1900.
- Gibet de Beaucaire au sommet de la colline du Sizen.
- À 4 km, sur le plateau à l'ouest du village, près du cimetière et entouré de la cimenterie, derrière le Clos des Mélettes, se situent des bornes milliaires sur le tracé de l'ancienne voie Domitienne. Constituées chacune d'une seule pierre droite, levées, elles sont disposées à droite de la voie dans le sens Beaucaire-Narbonne. Elles sont plusieurs en raison de l'ajout d'une nouvelle borne au nom de l'empereur en titre lors de chaque réfection importante. Ces quatre bornes portent le nom de Colonnes de César[86].

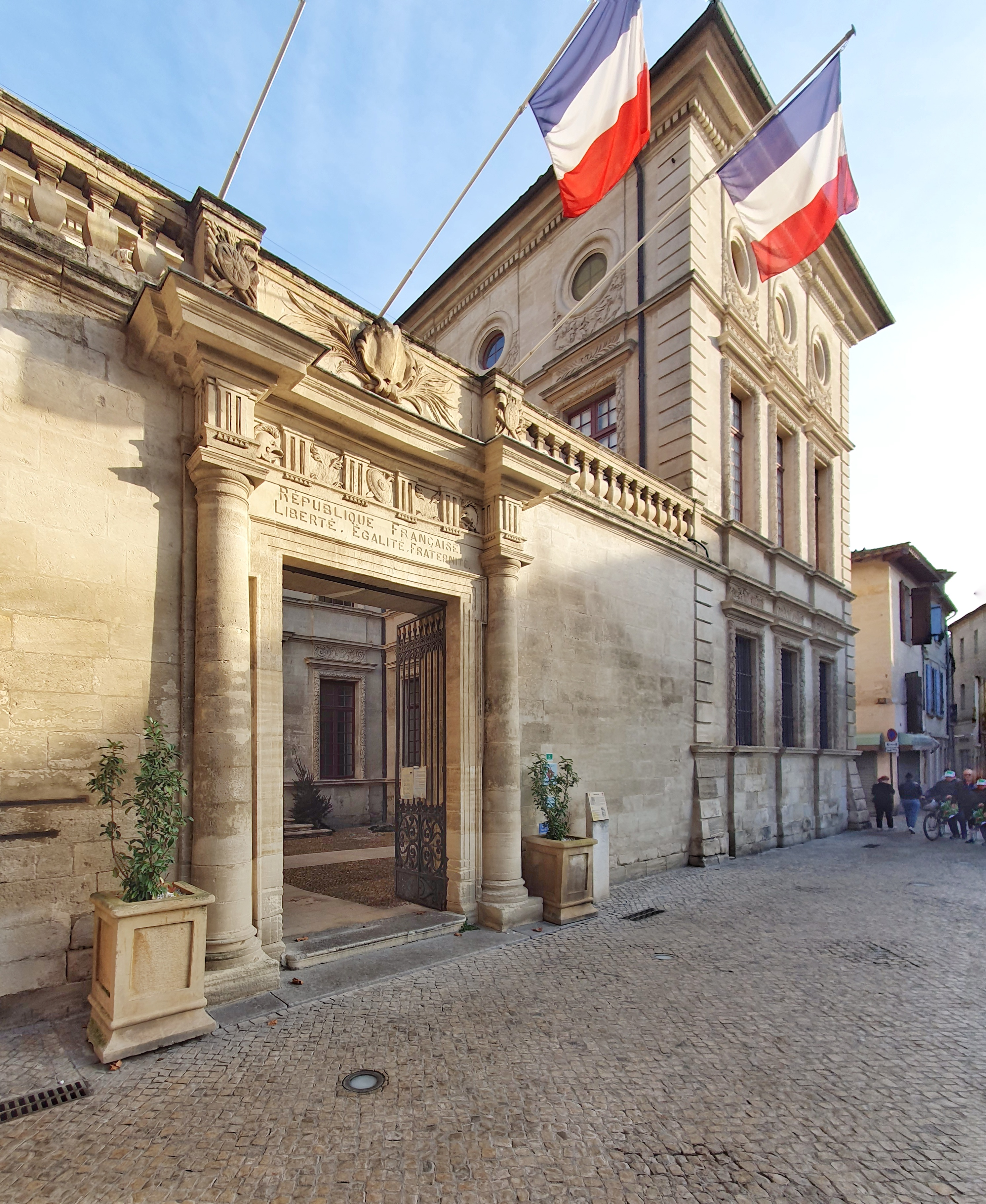
Hôtel de ville.
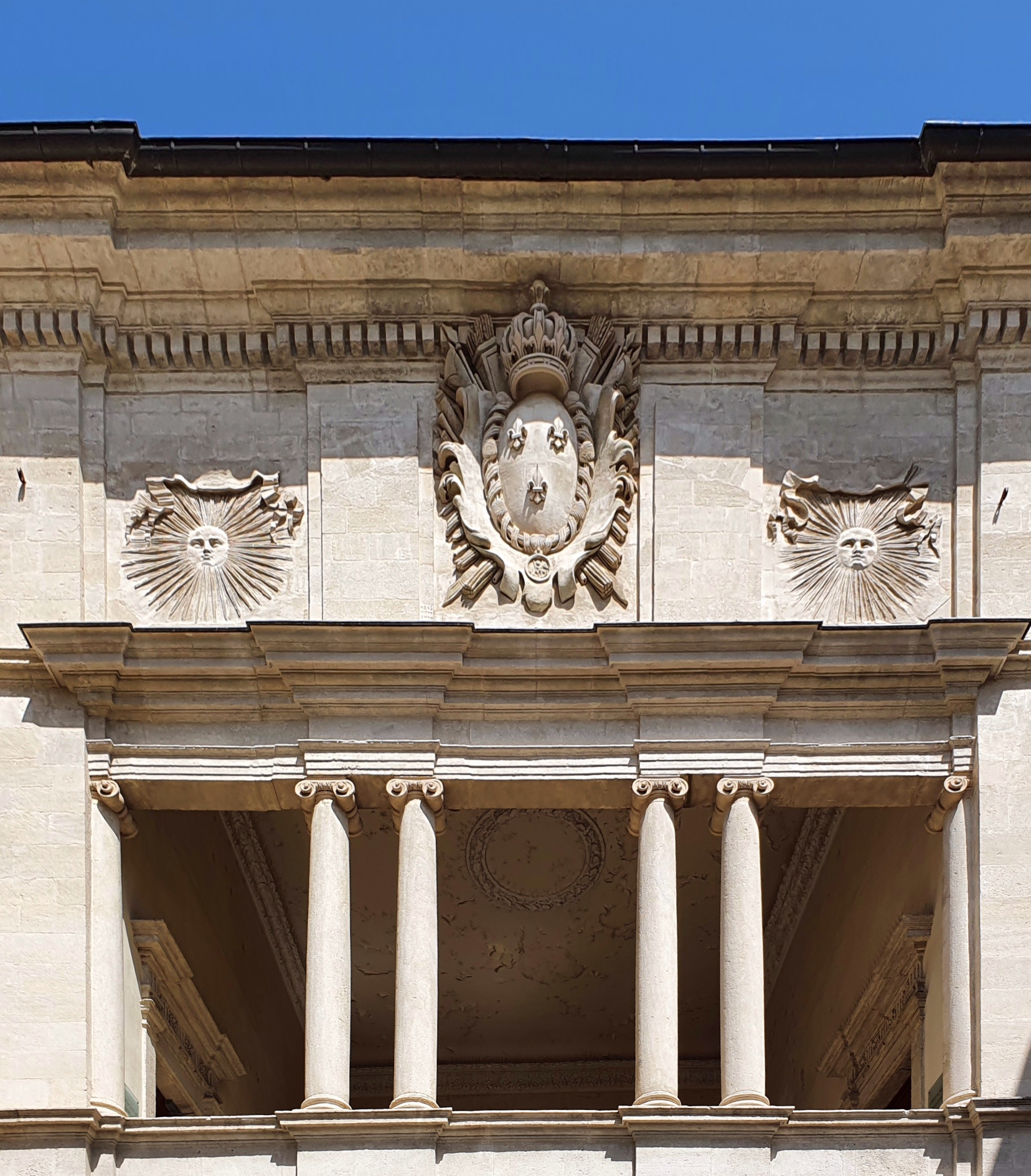
Détail de la façade de l'Hôtel de ville de Beaucaire.
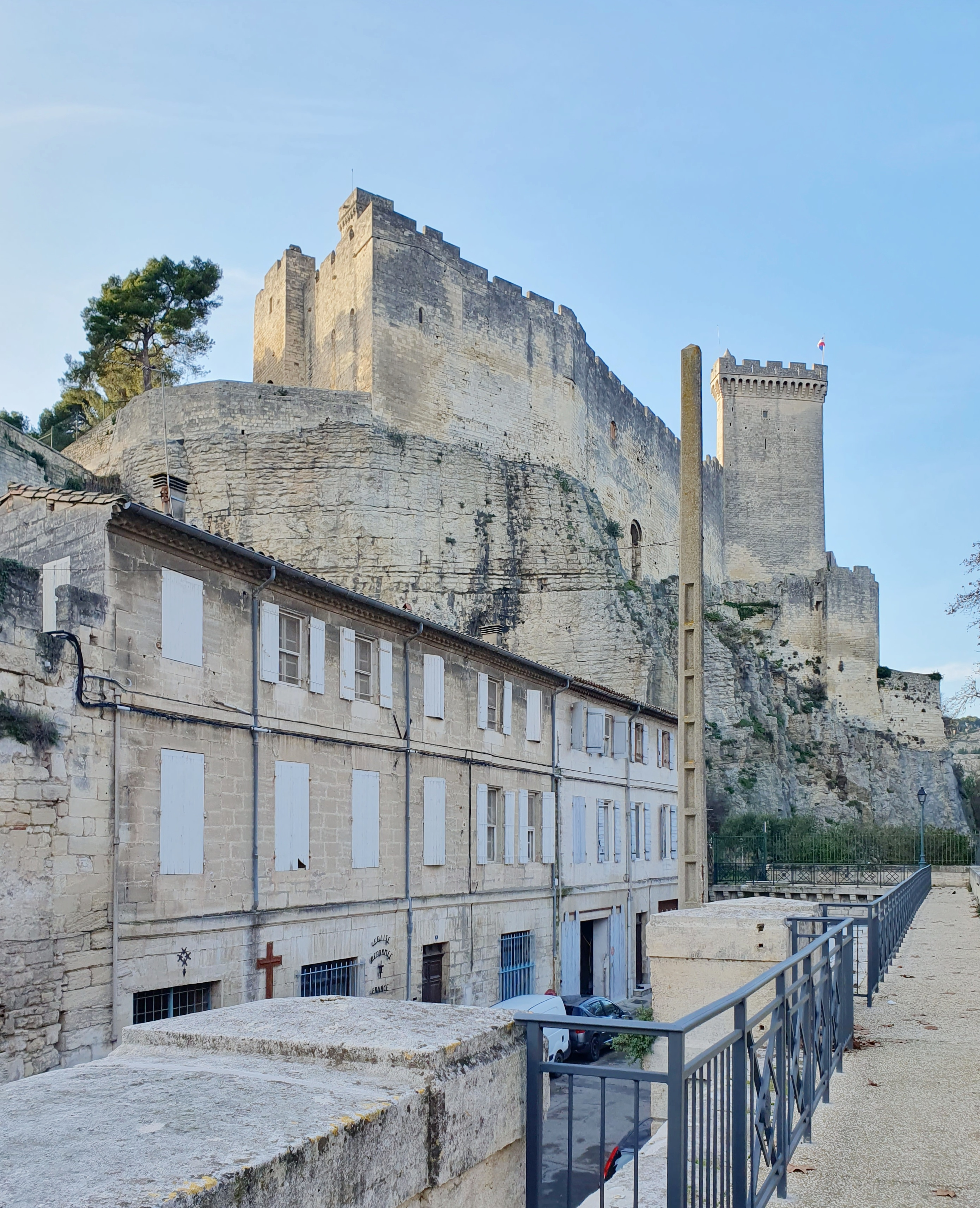
Château de Beaucaire vu depuis la digue de la Banquette.
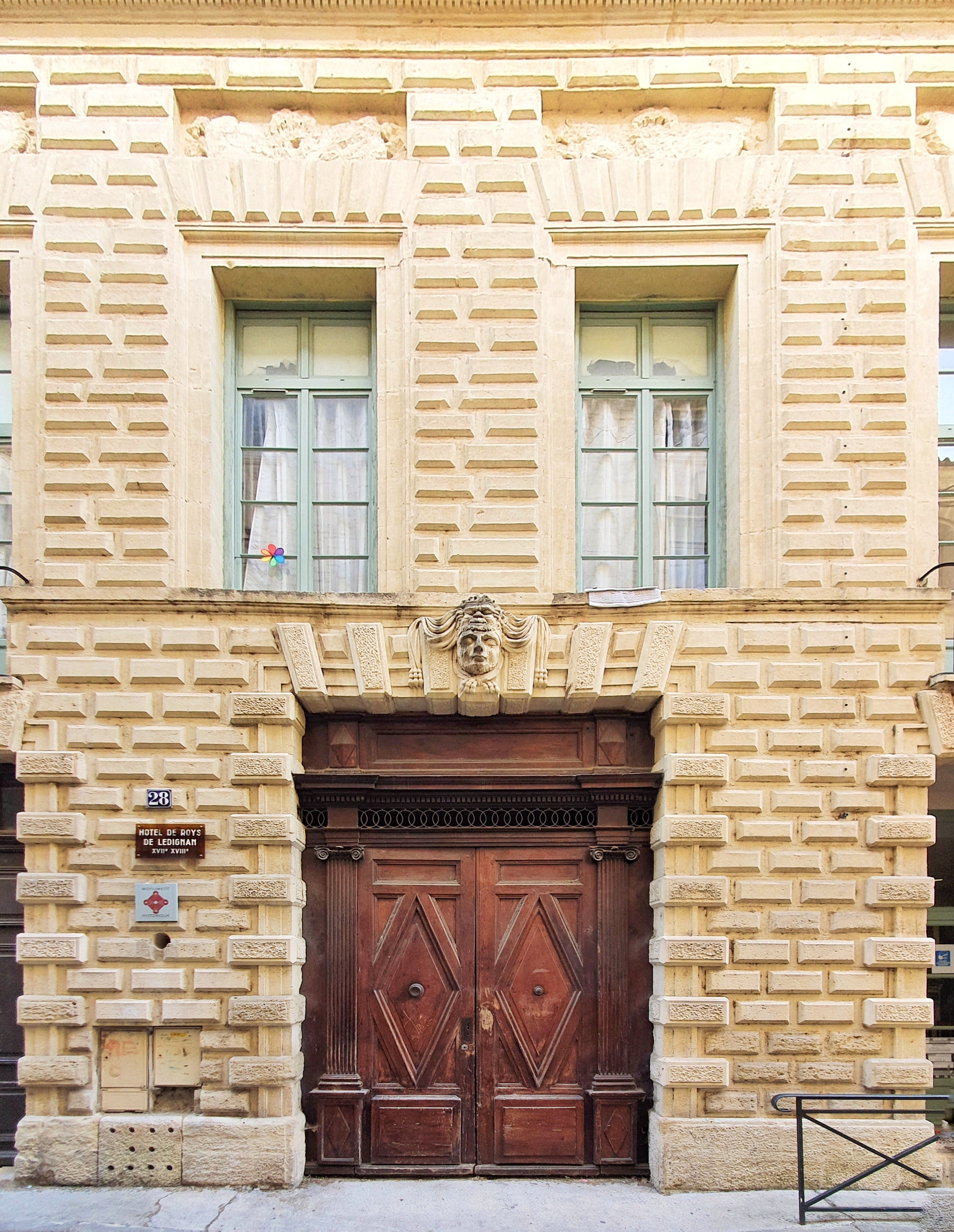
Hôtel de Roys de Ledignan.
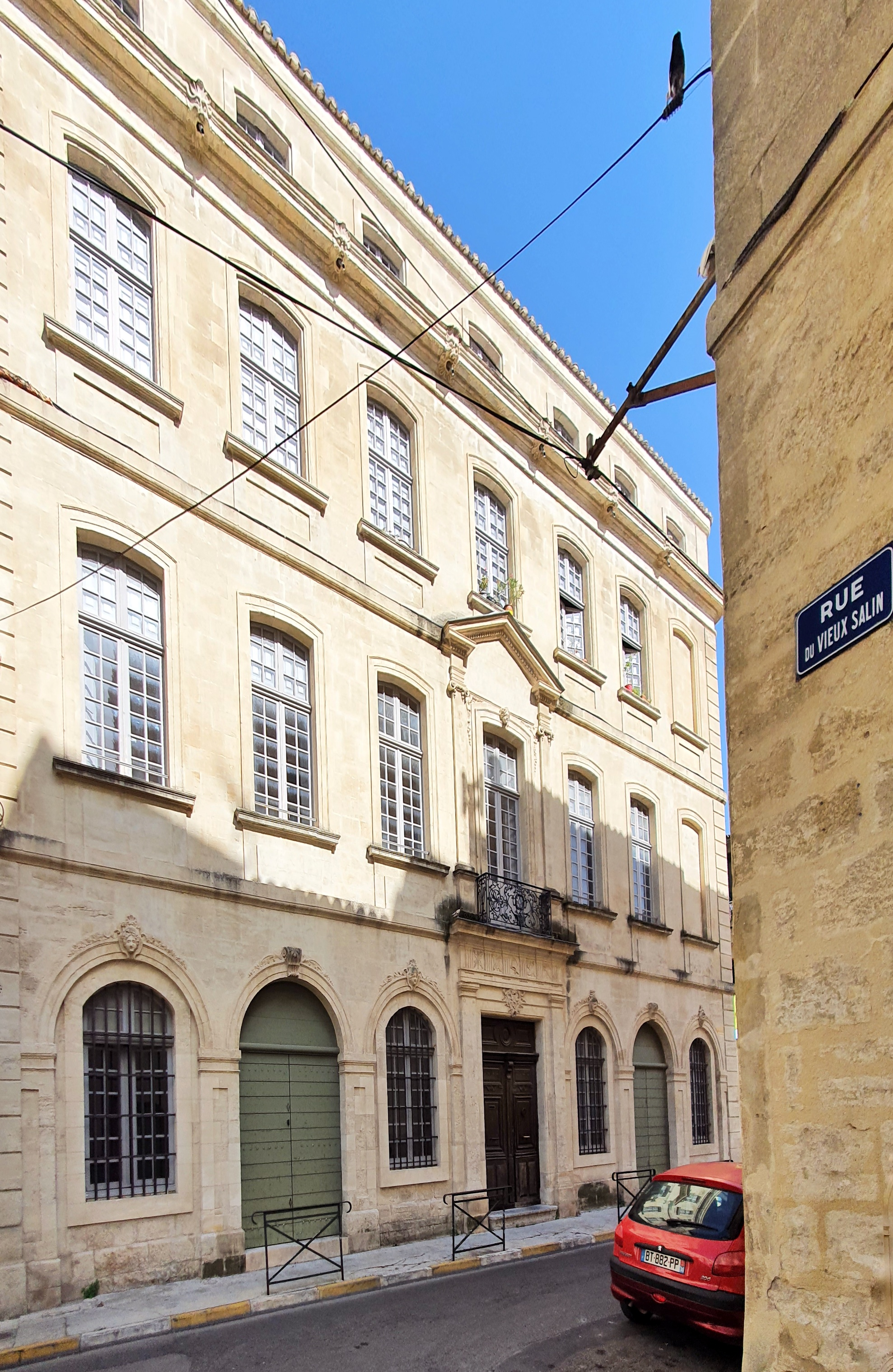
Hôtel de Linage.
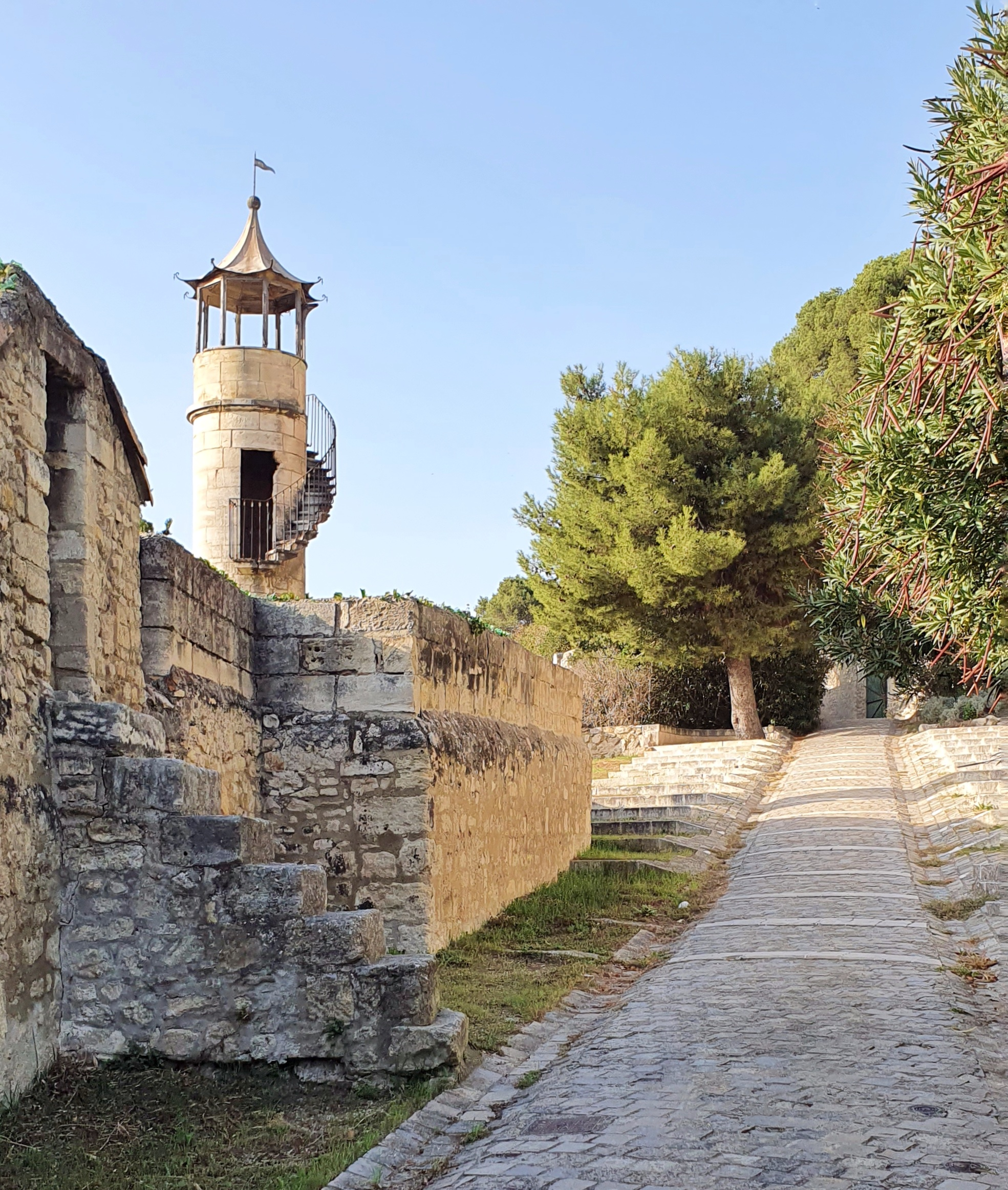
Pagode ou chinoiserie de l'Hôtel de Clausonnette vue depuis le parc du château de Beaucaire.
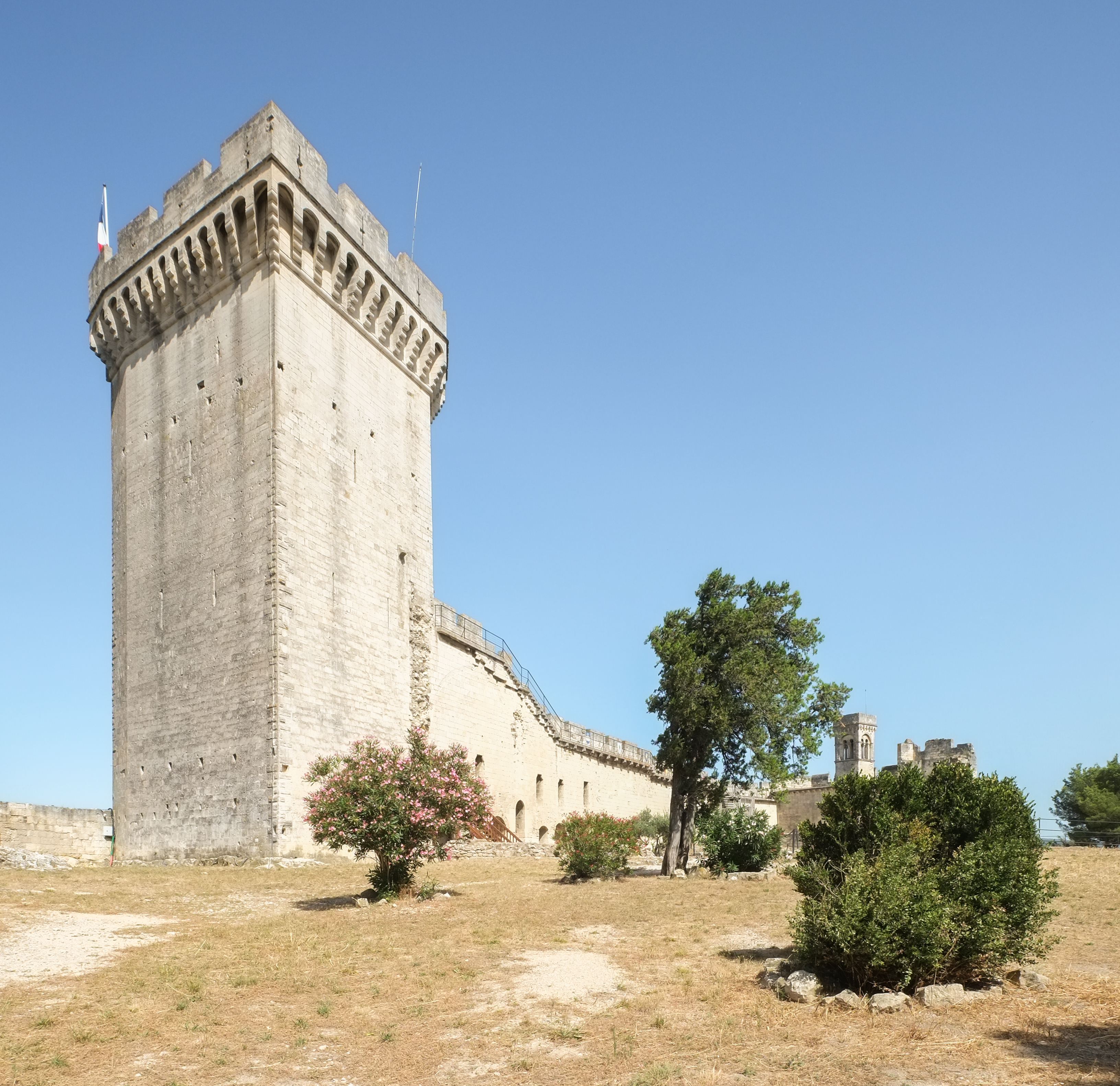
Donjon du château de Beaucaire.
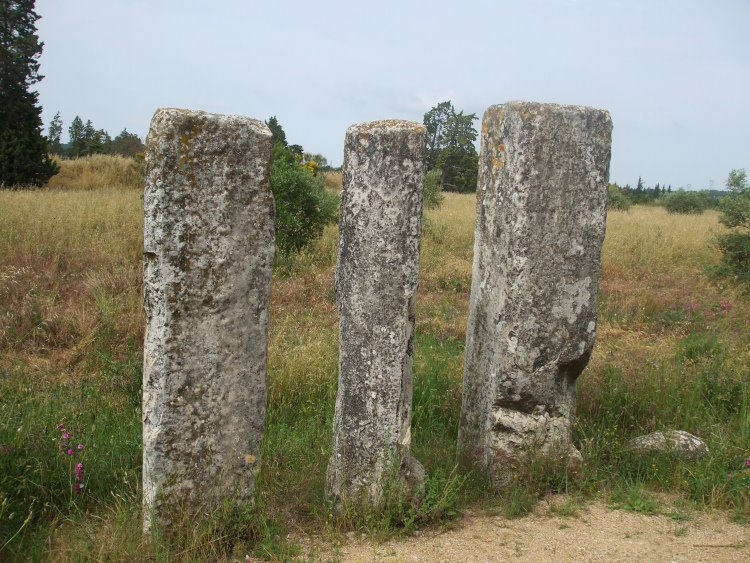
Les quatre bornes milliaires au Clos des Mélettes, dites Colonnes de César.

### Édifices religieux

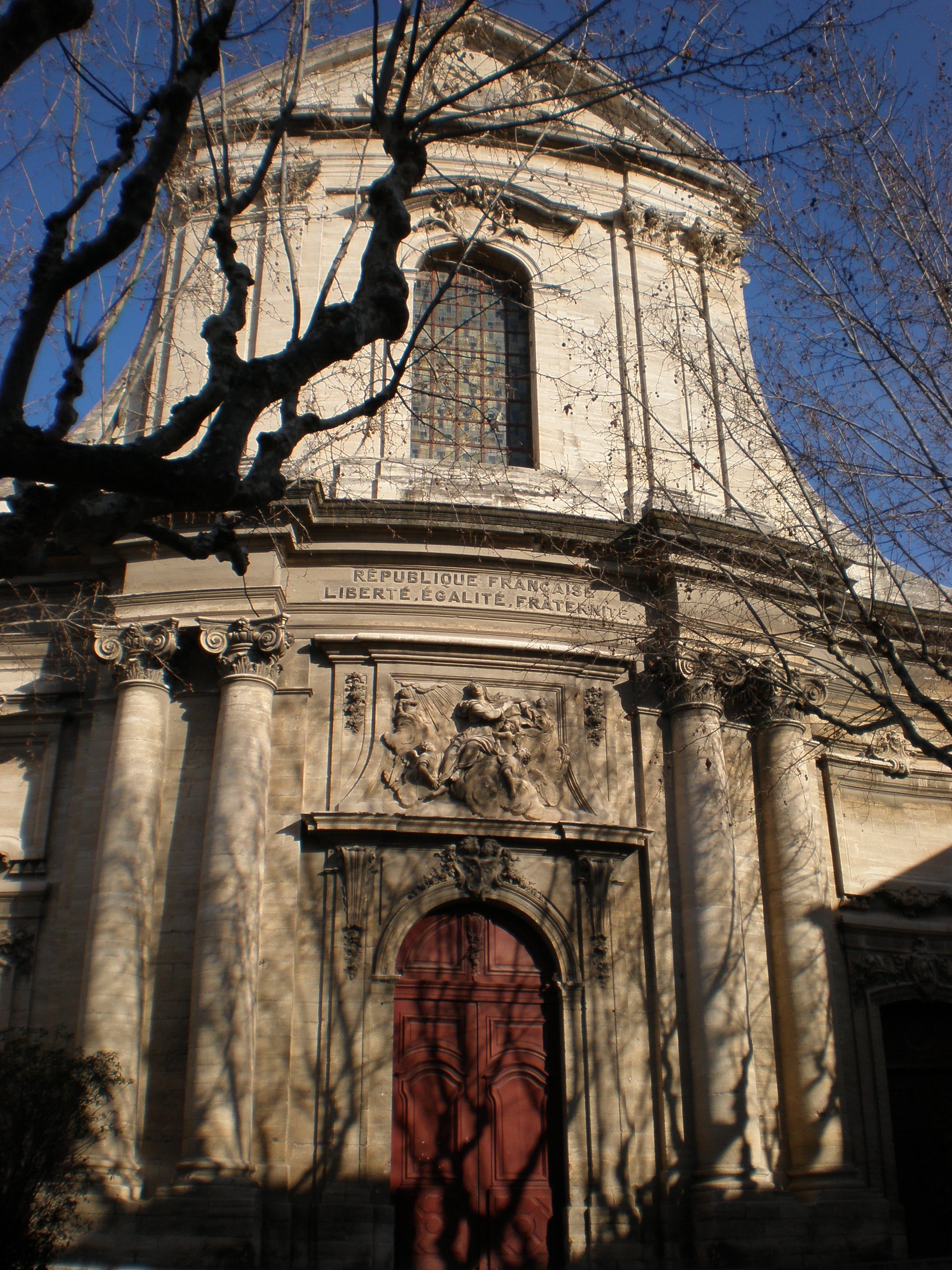
Collégiale Notre-Dame-des-Pommiers.

Le terme « religieux » ici doit être pris au sens strict, c'est-à-dire au sens de rattaché à la religion à un titre ou un autre. Certains édifices peuvent être ainsi toujours utilisés à des fins religieuses, d'autres non, d'autres gérés directement par les autorités religieuses, d'autres par d'autres autorités.

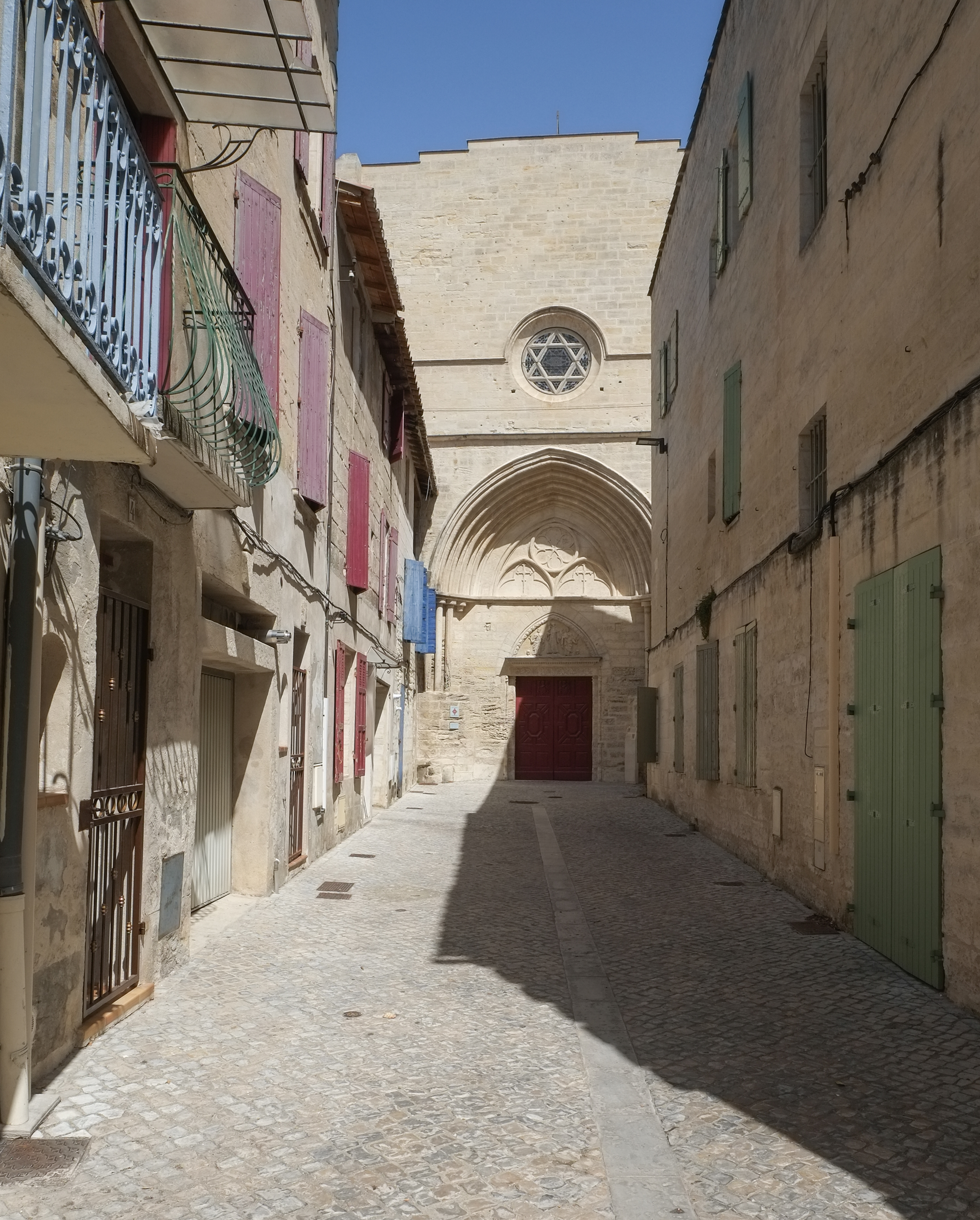
Église Saint-Paul.

- Église Saint-Paul.Abbaye troglodytique de Saint-Roman : au sommet d'un piton calcaire dominant la vallée du Rhône au confluent du Gardon, cet étonnant monastère rupestre, qui dépendait de l'abbaye de Psalmodie, fut abandonné au XVIe siècle. Une forteresse bâtie en partie avec les pierres de l'abbaye, lui succéda. Elle fut démantelée en 1850 et seuls quelques vestiges des fortifications sont encore visibles. Cet édifice, ouvert aujourd'hui au public, est, depuis 2007, de la compétence de la Communauté de Communes Beaucaire Terre d'Argence.
- Église-collégiale Notre-Dame-des-Pommiers datant du XVIIIe siècle, la plus grande église de la ville, de style baroque. L'édifice a été classé au titre des monuments historiques en 1942[87]. De nombreux objets sont référencés dans la base Palissy (voir les notices liées)[87].
- Église Saint-Paul de Beaucaire, de style gothique provençal. L'édifice a été classé au titre des monuments historiques en 2005[88]. De nombreux objets sont référencés dans la base Palissy (voir les notices liées)[88].
- Chapelle Saint-Joseph du Mas-Saint-Joseph. La Façade Nord a été inscrite au titre des monuments historiques en 1946[89].
- Chapelle Saint-Louis de Beaucaire. L'édifice a été classé au titre des monuments historiques en 1846[90].
- Chapelle Saint-Pierre de Beaucaire. L'édifice a été classé au titre des monuments historiques en 1973[91].
- Chapelle Saint-Pierre-des-Rives de Beaucaire. La Porte, y compris les vantaux ont été inscrits au titre des monuments historiques en 1946[92].
- Chapelle Notre-Dame-de-Vie de Beaucaire.
- Chapelle Saint-Jacques de Saujean.
- Croix couverte. L'édifice a été classé au titre des monuments historiques en 1906[93].
- Oratoire à la mémoire de saint Bonaventure et à la Vierge ; époque Second Empire ; proximité place Jean-Jaurès/route de Nîmes.

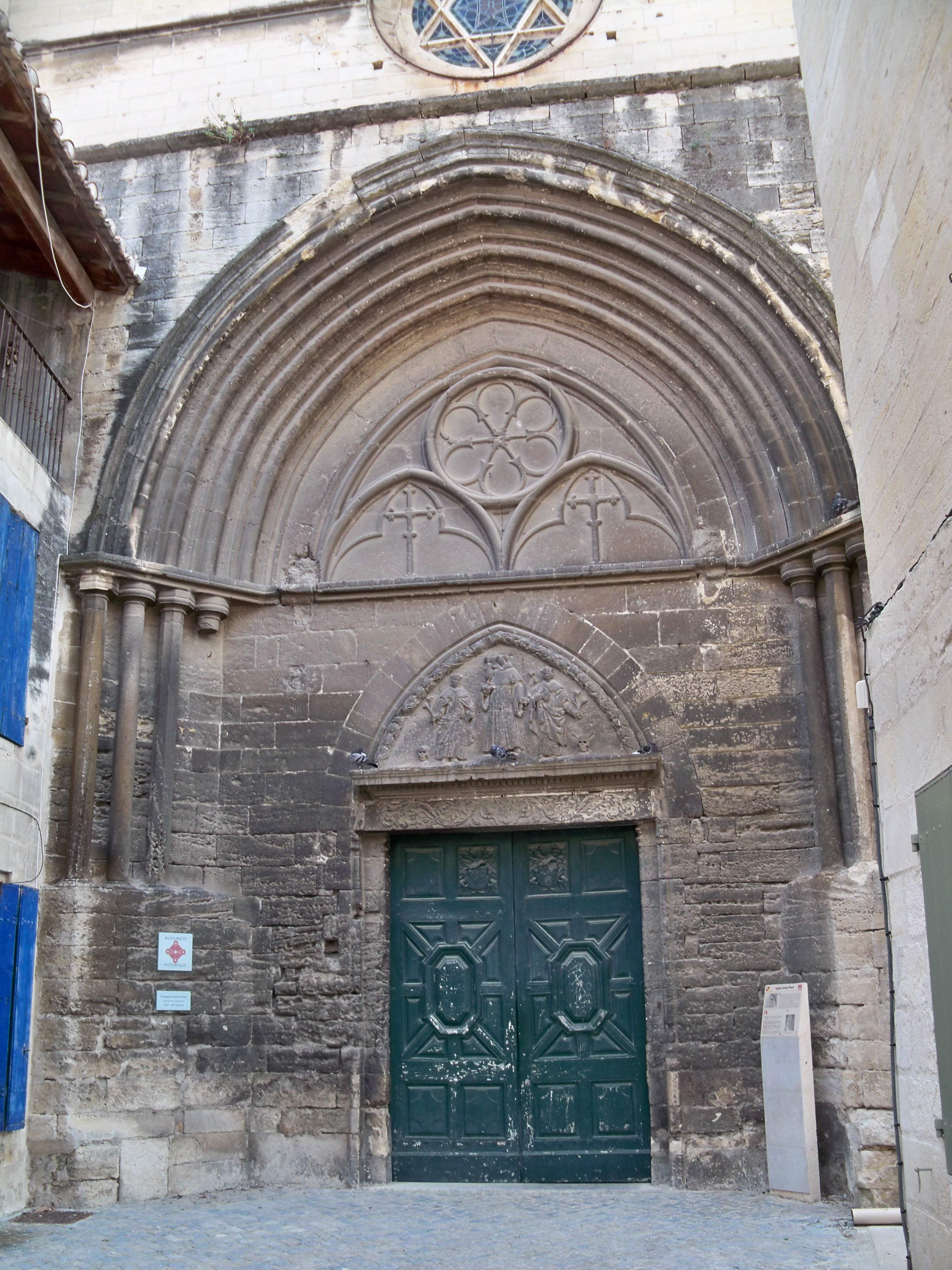
Église Saint-Paul de Beaucaire. Portail rue de l'hôtel de ville.
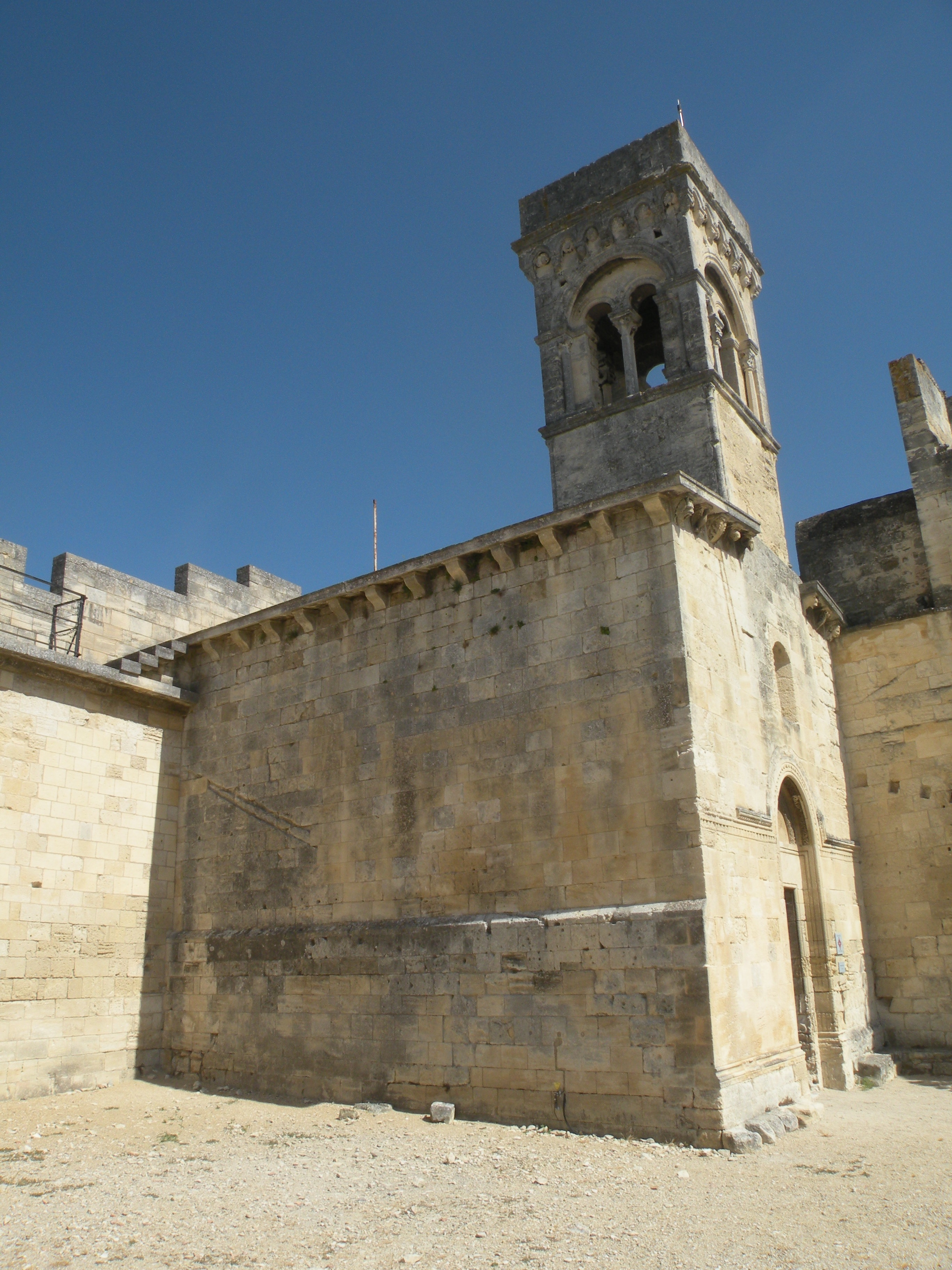
Chapelle Saint-Louis dans l'enceinte du château de Beaucaire.
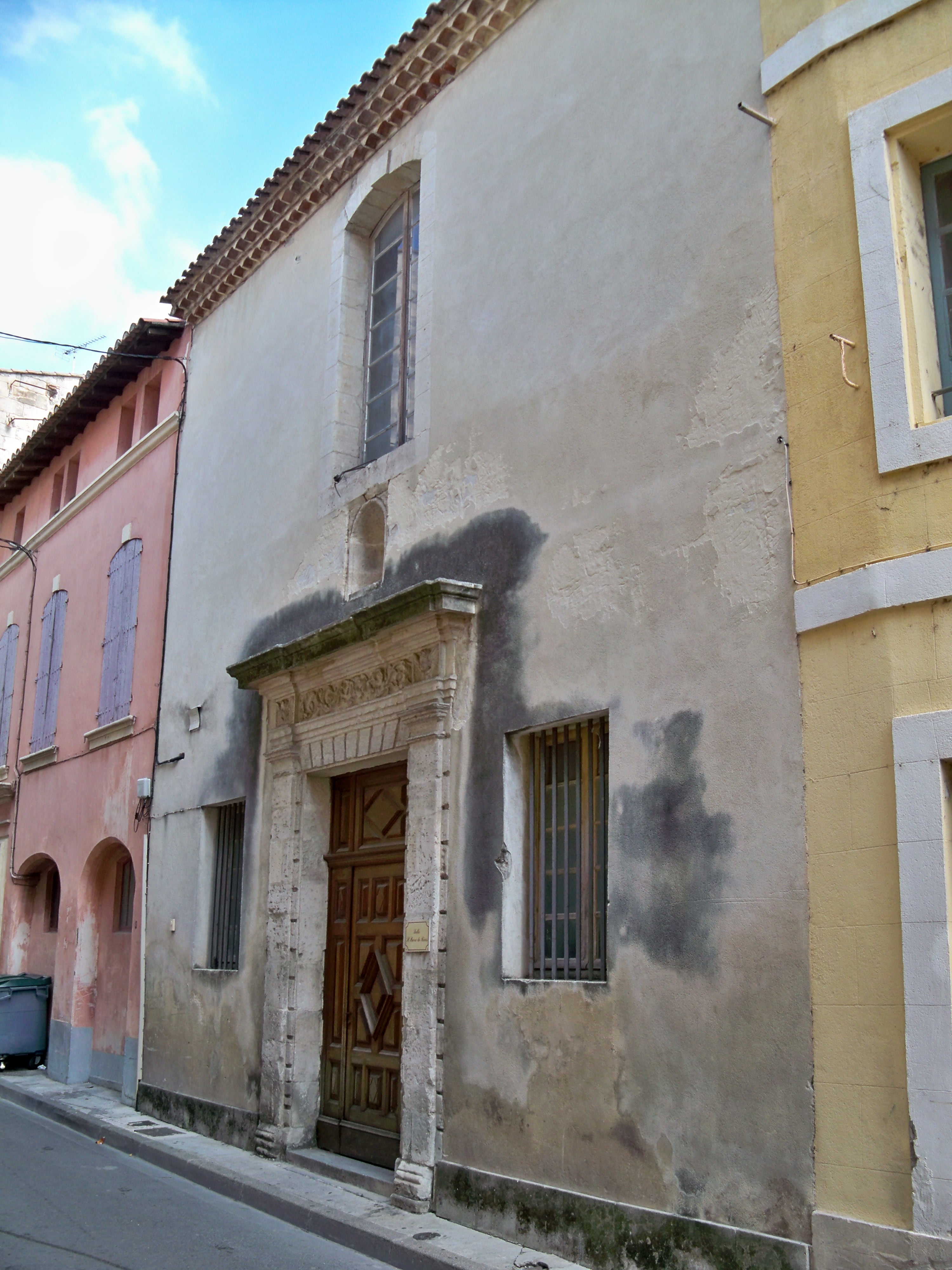
Portail de la Chapelle Saint-Pierre-des-Rives de Beaucaire.
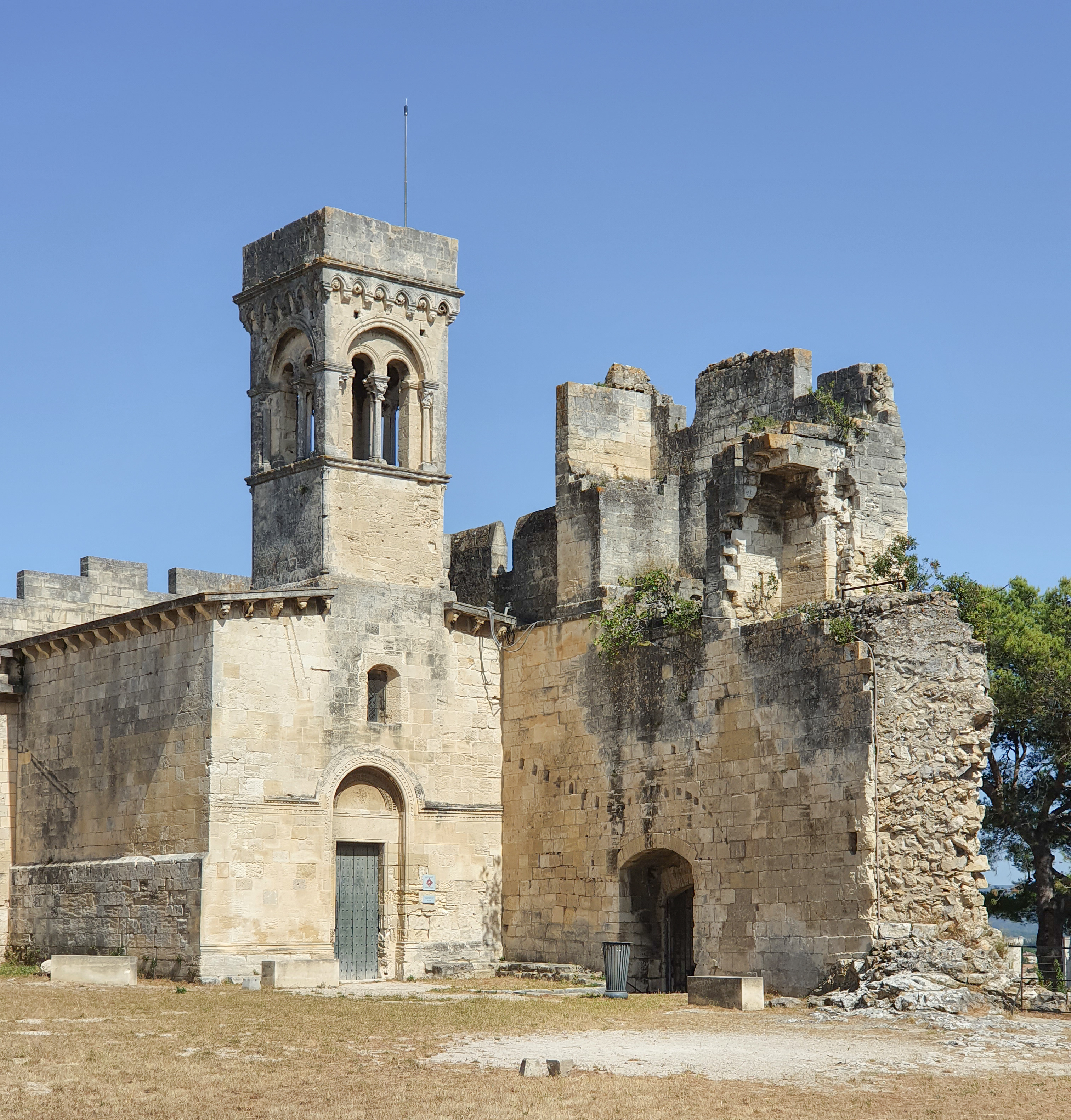
Chapelle Saint-Louis dans l'enceinte du château de Beaucaire.
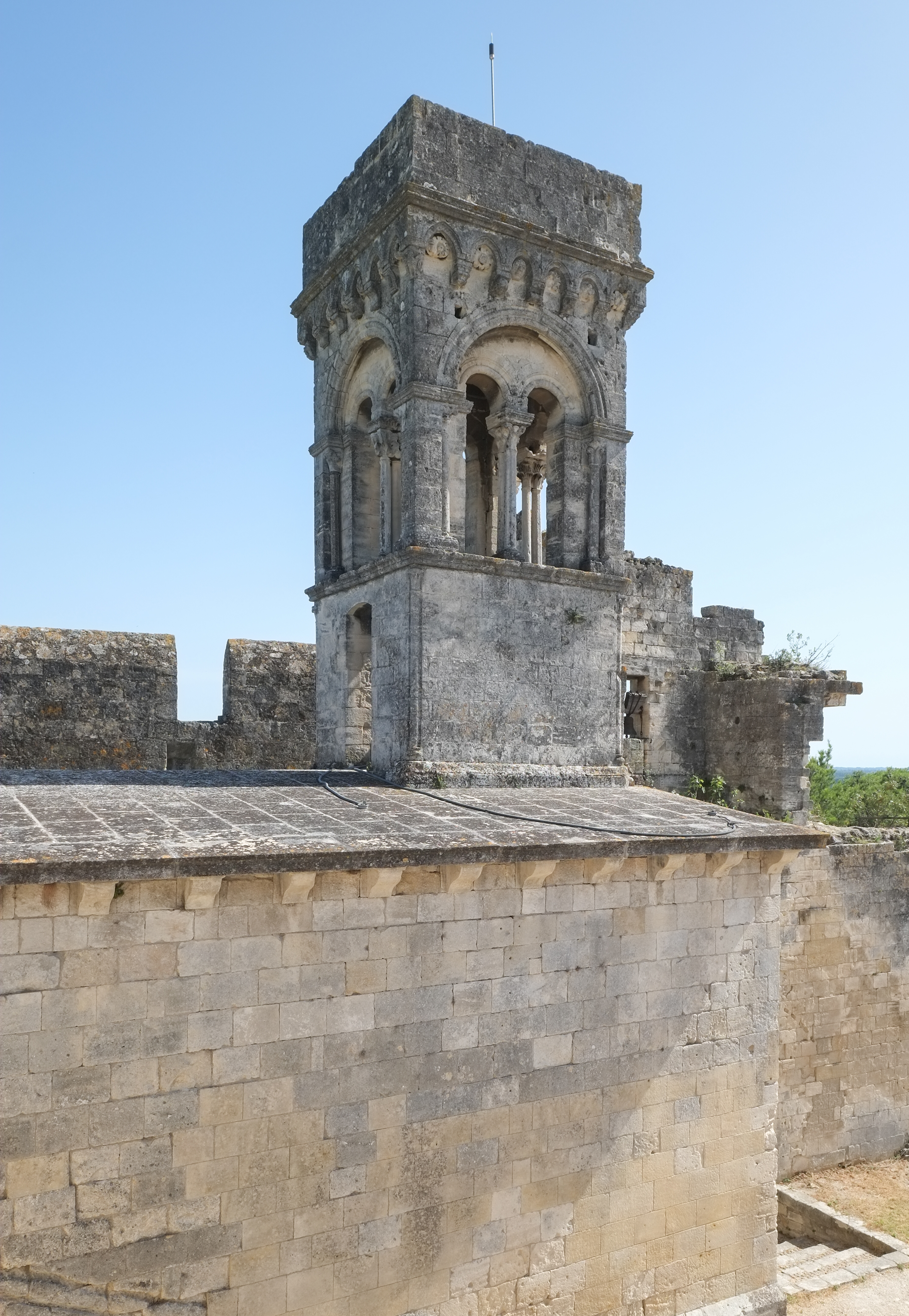
Clocher roman de la chapelle Saint-Louis.
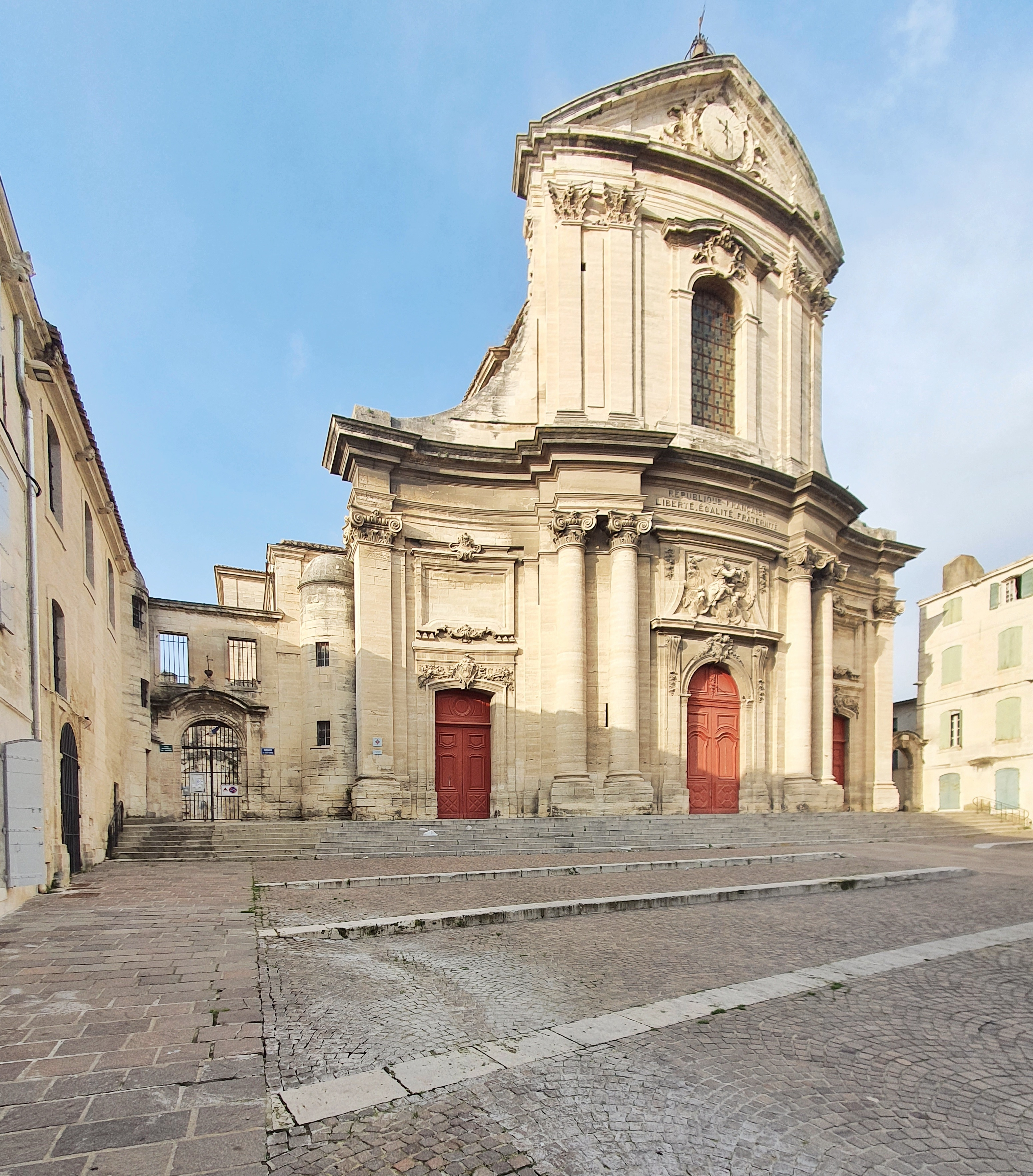
Notre-Dame-des-Pommiers.

### Patrimoine culturel

#### Musées
- Musée Auguste-Jacquet, musée de l'Histoire, de l'archéologie et des traditions de Beaucaire. Dans l'ancien couvent des sœurs Augustines, aux pieds du château médiéval.
- Ancien musée du Cheval et de l'Éperonnerie d'Art, salle des IV-Rois, rue du 4 septembre, qui ferme à la fin des années 2010.
- Maison du Tourisme et du Patrimoine

#### Littérature
Des poètes ont vécu dans la commune ou y ont été de passage :  Joseph D'Arbaud, Marie-Antoinette Rivière (Antoinette de Beaucaire), Juliette Borely, Artalette de Beaucaire.

#### Traditions
La grande foire de Beaucaire fut longtemps une foire internationale, lien essentiel entre la Provence et l'inconnu oriental. On y trouvait entre autres les tissus — indiennes, chafarcanis — et l'indigo. Cette foire aux saveurs et couleurs multiples a laissé des traces bien vivantes dans le costume provençal : les chafarcanis sont des toiles teintes en provenance des Indes, de Perse et du Levant, et sont à l'origine des tissus imprimés devenus depuis typiquement provençaux. Des particularismes propres à Beaucaire ont été décrits dans les chansons de Frédéric Mistral Lou Rose et Lo Festo Vierginenco : une bague de verre (bago d'aï), une double épingle de ruban, la passe de dentelle de la coiffe délicatement repliée sur le ruban sous Napoléon III, puis posée telle une auréole sur les cheveux à la fin du XIXe siècle et un ruban beaucairois aux formes géométriques et de deux textures.

#### Légende
Beaucaire a partagé avec la commune de Tarascon, le redoutable drac, monstre surgissant du fond des eaux pour dévorer ses proies. Un jour, le monstre s'empare d'une jeune lavandière et l'entraîne dans sa grotte. Mais, alors que la malheureuse s'attend au pire, le drac lui explique ce qu'il attend d'elle : il cherche une nourrice pour son fils, le draconnet. C'est ainsi que la lavandière nourrit pendant sept ans le petit monstre avant d'être relâchée. Mais un jour de foire, le drac vient faire son marché en prenant une apparence humaine. La lavandière reconnaît son geôlier et ameute la foule. Furieux d'être ainsi démasqué, le drac crève les yeux de la pauvre lavandière qui, affirme Gervais de Tilbury, auteur en 1214 de ce conte, reste aveugle jusqu'à la fin de ses jours.

### Personnalités liées à la commune
- Raymond VII de Toulouse (1197-1249) reprend Beaucaire, sa ville natale, en 1216 aux seigneurs du Nord ;
- Jacques Cœur (vers 1395/1400-1456), s'y réfugie en 1455 ;
- Jacques Barthélemy Noaille (1758-1828), homme politique né à Beaucaire, député du Gard au Conseil des Cinq-Cents.
- François Marie Anatole de Rovérié de Cabrières (1830-1921), évêque de Montpellier puis cardinal ;
- Achille de Rochambeau (1836-1897), historien et archéologue, maire de Thoré-la-Rochette.
- Jack Thieuloy, écrivain auteur de L'Opéra de Beaucaire ;
- Napoléon Bonaparte, auteur du Souper de Beaucaire ;
- Jean Bessat (1873-1963), félibre et poète occitan ;
- Noël Vandernotte (1923-2020), assureur retraité et plus jeune athlète de l'histoire des Jeux olympiques modernes ad vitam æternam (médaillé en 1936 en aviron barreur) ;
- Henri Lindegaard (1925-1996), pasteur à Beaucaire de 1951 à 1961, artiste peintre, et écrivain ;
- Jacques Lardie (1947-), éditeur, journaliste politique, caricaturiste polémiste, illustrateur, diplômé des beaux-arts, signe ses articles et dessins sous différents pseudos dont le plus courant est Jihel, créateur d'une série historique importante intitulée Ciment de l'histoire ;
- Michel Odasso (1947-2010), footballeur professionnel du Nîmes Olympique et de l'AS Monaco ;
- Myriam Stocco (1951-), Miss France 1971, 5e dauphine de Miss Univers 1971, finaliste à Miss Monde 1971, 3e dauphine de Miss Europe 1971 ;
- Ludovic Zerti (1968-), raseteur ;
- Johnny Ecker (1973-), footballeur professionnel du Nîmes Olympique, LOSC, Olympique de Marseille, EAG ;
- Youssef Hajdi (1979-), acteur ;
- Stéphanie Chantry (1983-), médaille de bronze en double Poids légère aux Championnats de France d'aviron en 2003 à Vaires-sur-Marne, championne de France 2012 à Lorient et médaille d'argent aux championnats du monde d'aviron de mer en solo en Suède en 2013. Médaille de bronze en double Mixte aux Championnats de France sprint en 2013 à Mantes-la-Jolie, médaille d'argent en 4X à la Coupe de France en 2014 à Brive-La-Gaillarde, et médaille de bronze aux Championnats de France en double poids légère à Bourges le 8 juin 2014[97].

## Héraldique
| Blason de Beaucaire (Gard) | Blason  | Tranché : Écartelé d'or et de gueules. |
| Blason de Beaucaire (Gard) | Détails |                                        |